# Toyota Supra
El Toyota Supra (en japonés: トヨタ・スープラ Toyota Sūpura?) es un automóvil deportivo hatchback de 3 puertas, con motor delantero montado longitudinalmente y de tracción trasera, producido por el fabricante japonés Toyota desde 1978 hasta la actualidad. Hubo una pausa desde 2002 hasta su reinicio en 2019.

## Historia
En sus comienzos derivaba del Toyota Celica, aunque ligeramente más largo y amplio. A partir de mediados de 1986, la tercera generación del Supra pasó a ser un modelo propio.
El Supra también tiene sus raíces en el Toyota 2000GT, siendo el motor su principal ejemplo. Las tres primeras generaciones se ofrecieron con un descendiente directo a la M 2000GT del motor. Todas las generaciones del Supra tienen un motor de seis cilindros en línea.
Junto con este nombre y el automóvil, se creó el logotipo propio del Supra, derivado del logo original del Celica, siendo de color azul en lugar de naranja. Este fue utilizado hasta enero de 2004, cuando la tercera generación del Supra fue presentada. El nuevo logo fue similar en tamaño, de color naranja con la escritura sobre un fondo rojo, pero sin el diseño de barco vikingo. A su vez, lo utilizaron hasta el 2 de octubre de 1989 cuando fue rediseñado y cambiado a su actual forma oval de la empresa.
Este modelo se dejó de comercializar en los Estados Unidos en 1999; y en Japón en 2005.

### Nomenclatura
El nombre «Supra» proviene del latín para designar superior, supremo o mayor.

## Primera generación (A40/A50/MK1)

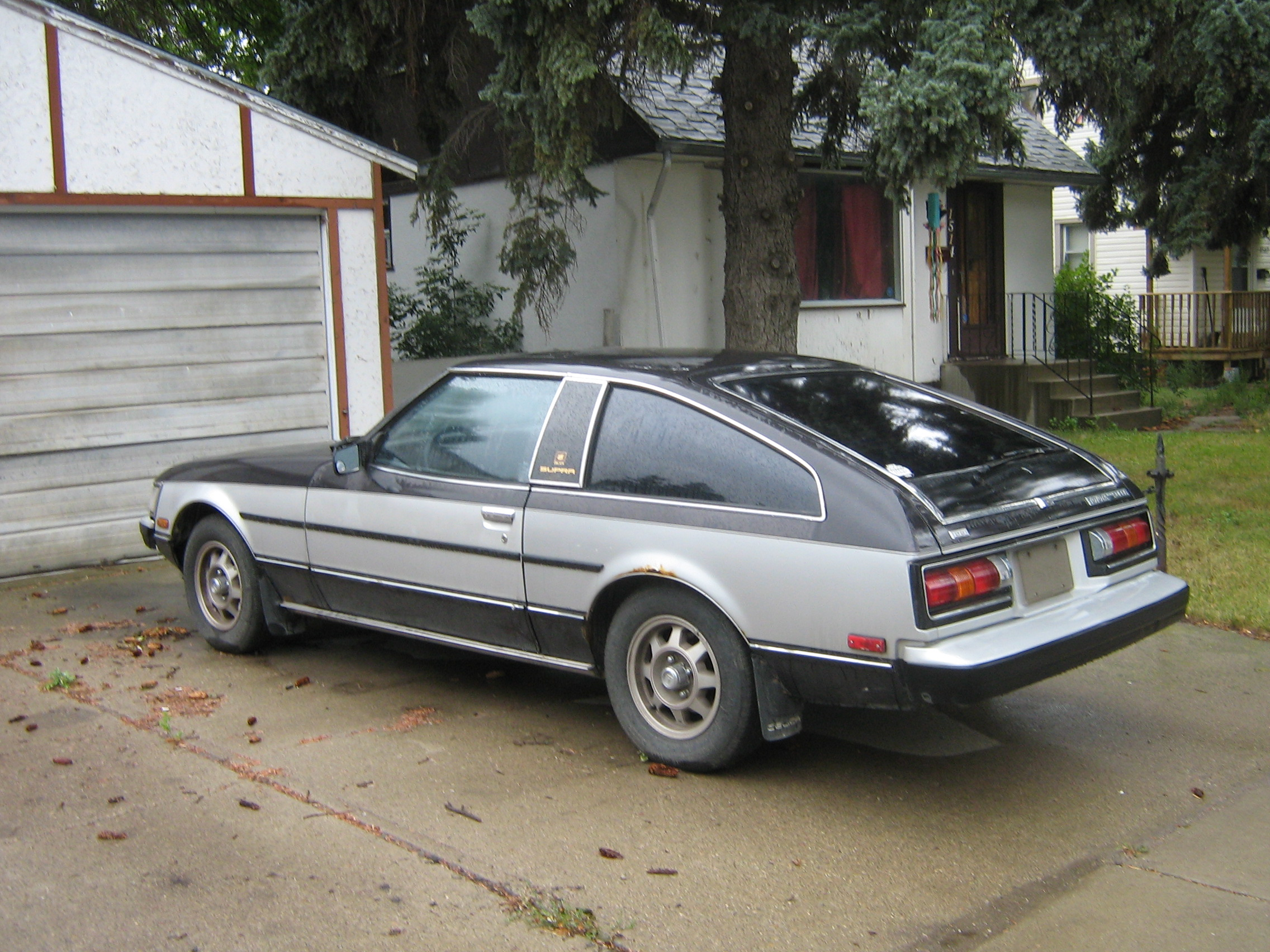
Vista trasera de un Celica Supra.

La primera generación del Supra se basaba principalmente en el Toyota Celica Liftback, pero es 19,5 cm (7,7 plg) más largo. Las puertas y la sección trasera se compartieron con el Celica, pero los paneles frontales se alargaron para adaptarse al motor de seis cilindros en línea, a diferencia del Celica con un motor de cuatro cilindros en línea. El plan original de Toyota para el Supra en esa época, era que fuese un competidor del muy popular Nissan 280 ZX.
Las cajas de cambios podían ser manual de 5 velocidades o automática de 4 velocidades.
La primera generación de Supra dejó de fabricarse en 1981, año en el que ya contaba con un motor de 6 cilindros en línea de 2759 cm³ (2,8 litros) y 116 CV (114 HP; 85 kW), con opcionales como una suspensión más firme y difusores en ambos extremos.
Siempre atmosféricos y con una potencia de 125 CV (123 HP; 92 kW) o hasta 175 CV (173 HP; 129 kW) en Japón, un motor mucho más adecuado para competir con los Z de Nissan. No era un deportivo puro, pues por sus características encaja mejor en la definición de Gran Turismo.
De hecho, destacaba más por su amplio equipamiento que por sus prestaciones o comportamiento. Algo que también caracteriza a otras generaciones de la historia del Supra. Podía montar elementos como elevalunas eléctricos, cierre centralizado o control de velocidad de crucero. A esto se suma un cambio automático opcional o un techo solar, como ejemplos.
A nivel técnico, se diferenciaba de los Celica no solamente en el motor, porque a diferencia de este último, el Supra equipaba frenos de disco en las cuatro ruedas, además podía montar un diferencial autoblocante o disponía de barras estabilizadoras en ambos ejes.

### Celica XX
El Toyota Celica XX es el nombre que se le dio al Supra durante las dos primeras generaciones en Japón, donde fue ofrecido durante los años 1978 y 1986, con lo que se rediseñó en 1981.
La razón principal por la que el Celica XX se exportó a otros mercados, sobre todo a los Estados Unidos bajo el nombre Supra, fue que en ese momento, en los Estados Unidos, la doble X (XX) indicaba el grado de designación de contenido para adultos en las películas, por lo que todos los automóviles de exportación, incluidos los de América del Norte, se denominaron Supra sin la doble X, evitando así el acercamiento al siguiente nivel de clasificación. Como resultado, "Celica XX" se convirtió en un nombre de automóvil exclusivamente para Japón y, finalmente, a partir de la tercera generación (A70), el nombre del automóvil en Japón se cambió a Supra y el nombre de Celica XX desapareció.

## Segunda generación (A60/MK2)

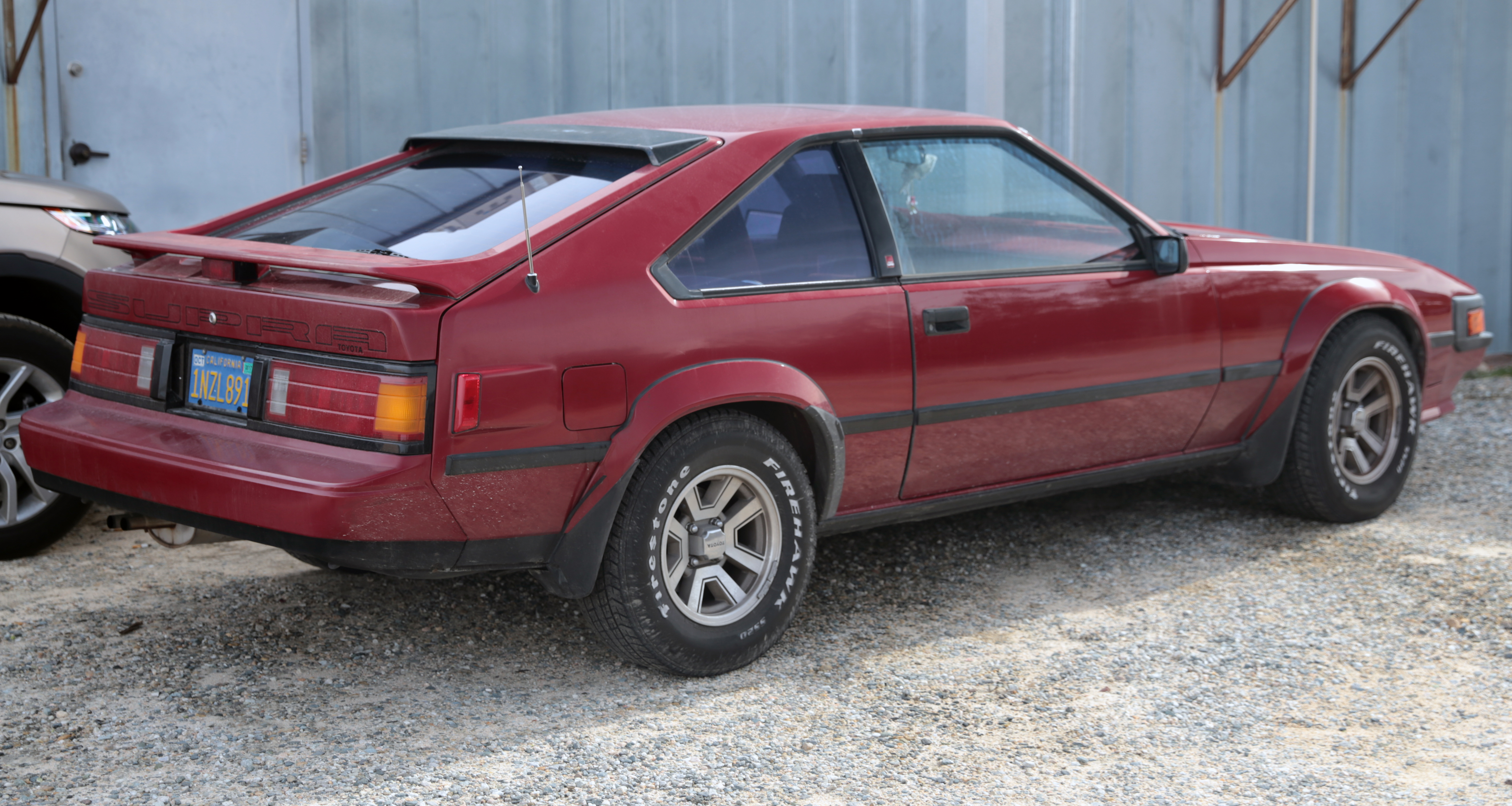
Vista trasera de un modelo 1986.

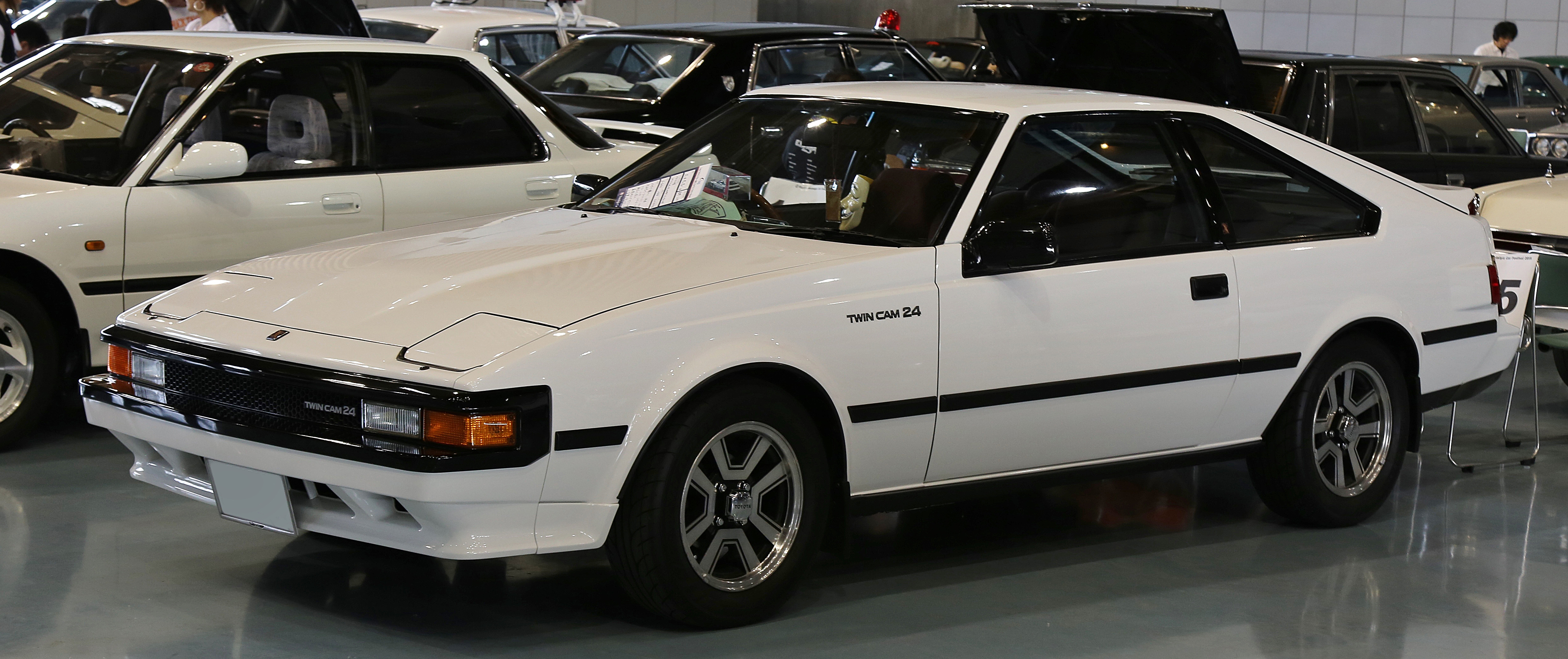
Toyota Celica XX 2000GT de 1983-1986

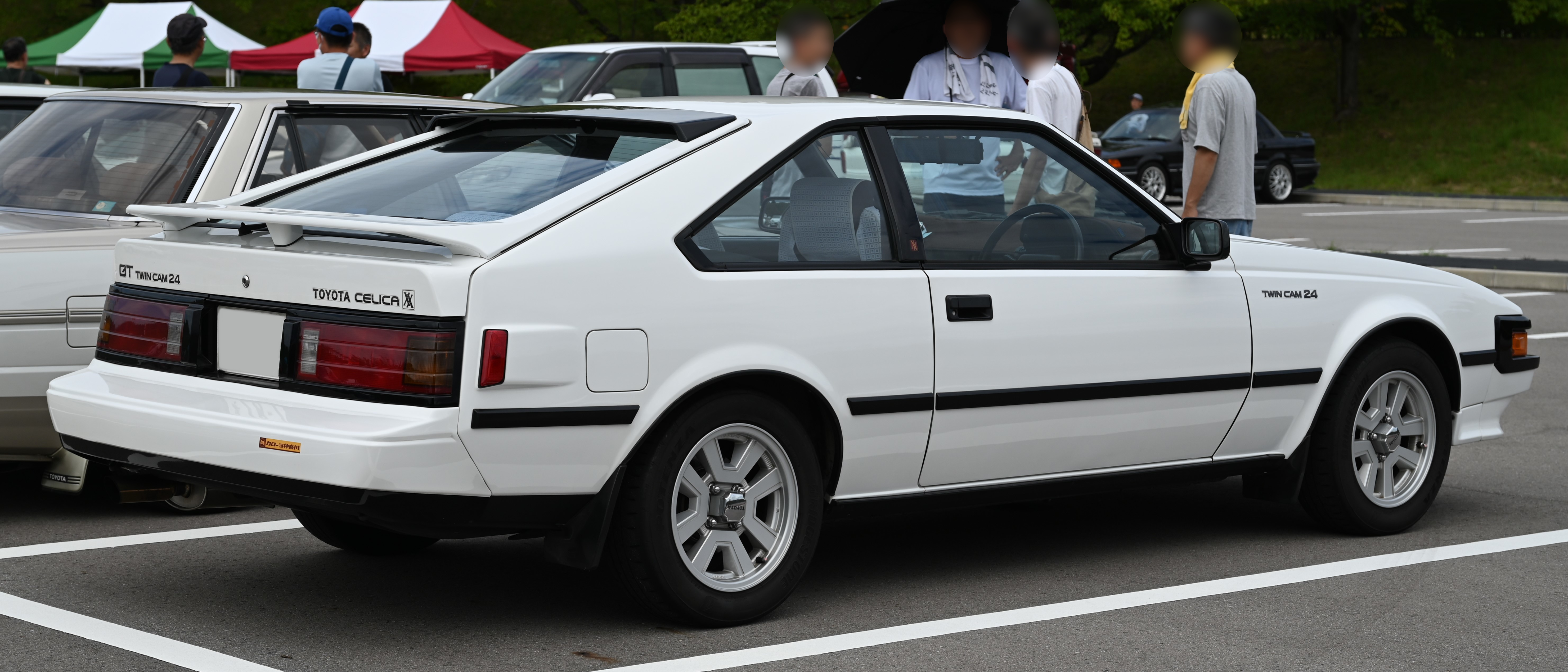
Vista trasera

A finales de 1981, Toyota rediseñó completamente el Celica Supra, así como toda la línea Celica para el año 1982. En Japón se le conoce como Celica XX, pero en el resto del mundo se continuó utilizando el nombre de Celica Supra. Todavía se basaba en la plataforma del Celica, pero hubo varias diferencias fundamentales, sobre todo en el diseño de la parte delantera y los faros escamoteables completamente retráctiles. Dio un giro radical hacia el apartado deportivo, que se hacía notar desde la estética con guardabarros más anchas y un pequeño alerón trasero.
Otras diferencias serían el motor de seis cilindros en línea todavía presente en el Supra, en lugar del de cuatro cilindros en línea, así como un aumento de la longitud y la distancia entre ejes para ajustarse con el motor en general más grande.
La segunda generación del Celica recibió una variante deportiva con una distancia entre ejes un poco más larga, que echaba mano de un bloque 6 en línea con 110 CV (108 HP; 81 kW), llamada Celica Supra e incluso contaba con 145 CV (143 HP; 107 kW).
Algunos detalles estéticos así como unos neumáticos traseros más anchos distinguían a esta variante de las versiones convencionales. Los compradores podían escoger entre una caja manual de 5 marchas o una automática de 4 relaciones.
Para diferenciar al Supra del Celica, se adoptó por primera vez un esquema de suspensión independiente en el eje trasero y un chasis puesto a punto por Lotus.
Durante sus 5 años de vida, la segunda generación aumentó a 161 CV (159 HP; 118 kW) y podía acelerar de 0 a 100 km/h (62 mph) en poco más de 8 segundos.
Este fue desarrollado a partir de la tercera generación del Toyota Celica, que fue la última de la saga con una configuración de motor delantero longitudinal. Tomaron un Celica con carrocería Liftback de tres puertas, alargaron la distancia entre ejes añadiendo unos centímetros extra entre el pilar A y el tren delantero y sustituyeron los motores de 4 cilindros por otros de seis cilindros, que en el caso de la variante más potente, llegó a ser un 2,8 litros atmosférico con inyección electrónica capaz de producir una potencia de hasta 181 CV (179 HP; 133 kW).
Para otorgar un comportamiento más deportivo al modelo, la firma japonesa desarrolló una suspensión trasera independiente, que años más tarde también trasladaría a las variantes normales del Celica de tercera generación.
Seguía siendo un coche en el que primaba más el confort y el lujo que la deportividad. La prueba está en su completísimo equipamiento, pues con respecto a su antecesor añadió elementos como un climatizador automático, un cuadro de mandos digital o un rudimentario ordenador de a bordo, pero el elemento de equipamiento que más destacó de este Celica Supra A60, fueron los asientos multirregulables, que medios como Motor Trend eligieron como los mejores de la industria.

## Tercera generación (A70/MK3)

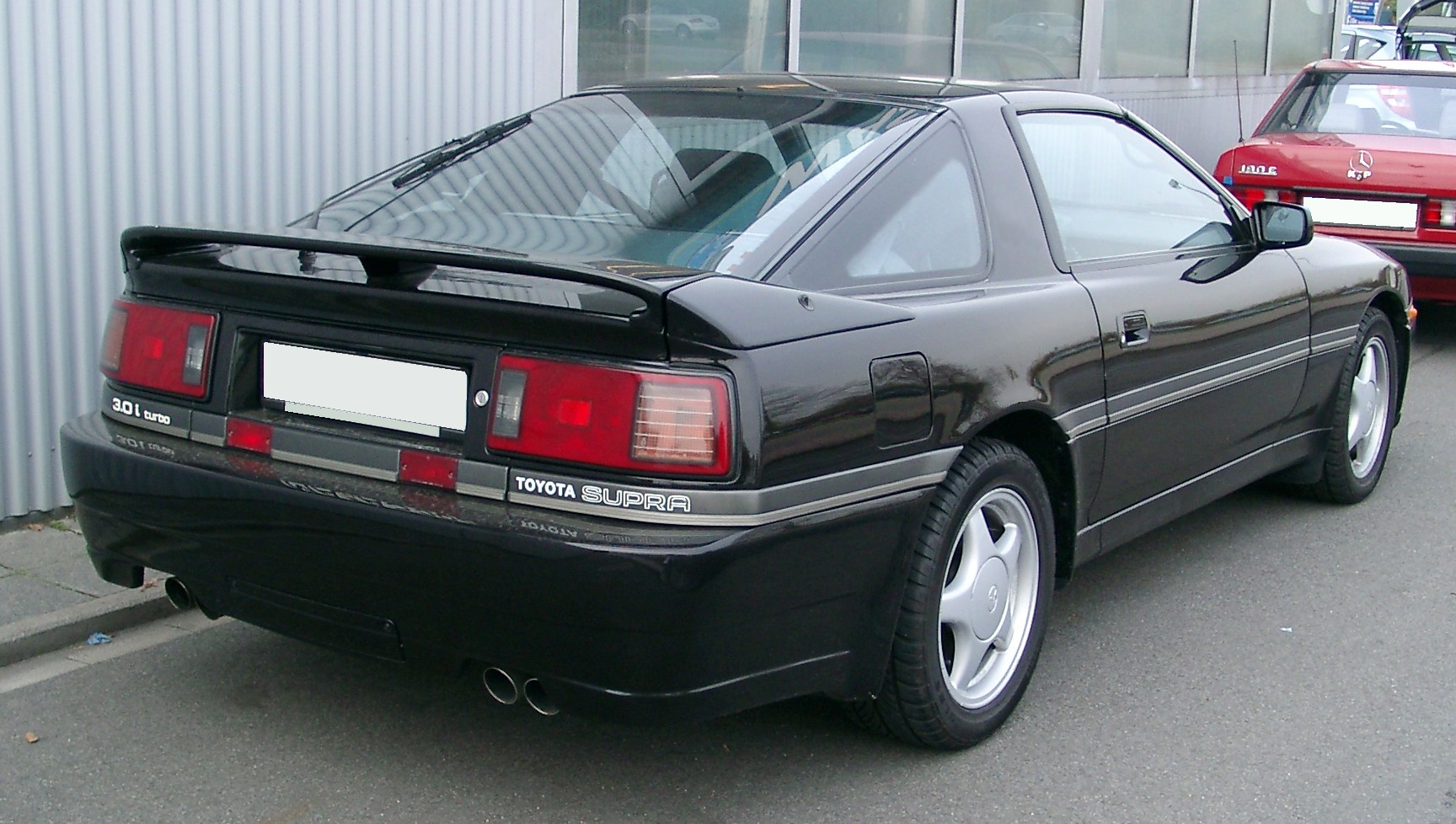
Vista trasera.

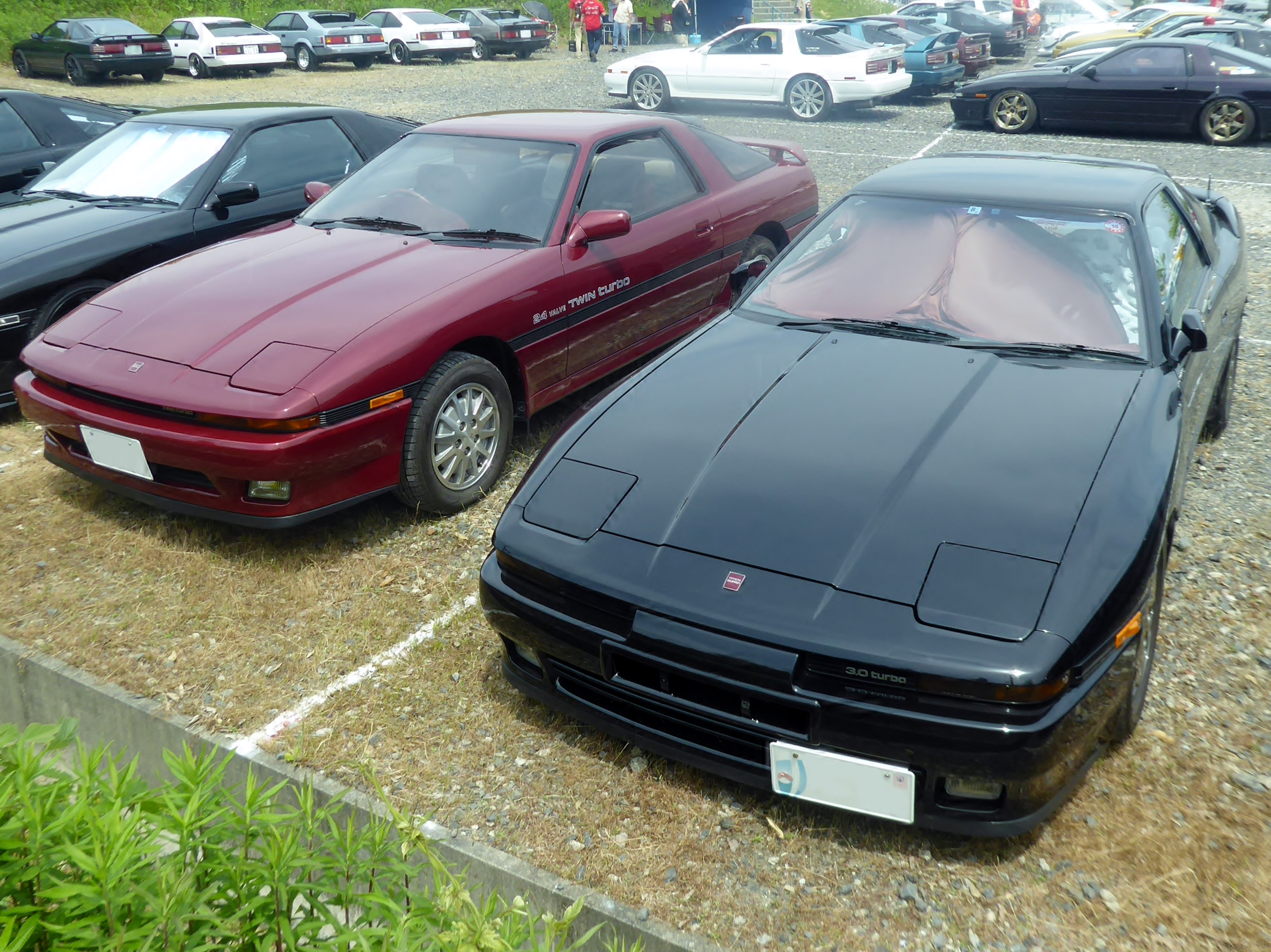
Versiones 2.0 GT Twin Turbo (E-GA70) y 3.0 GT turbo A (E-MA70).

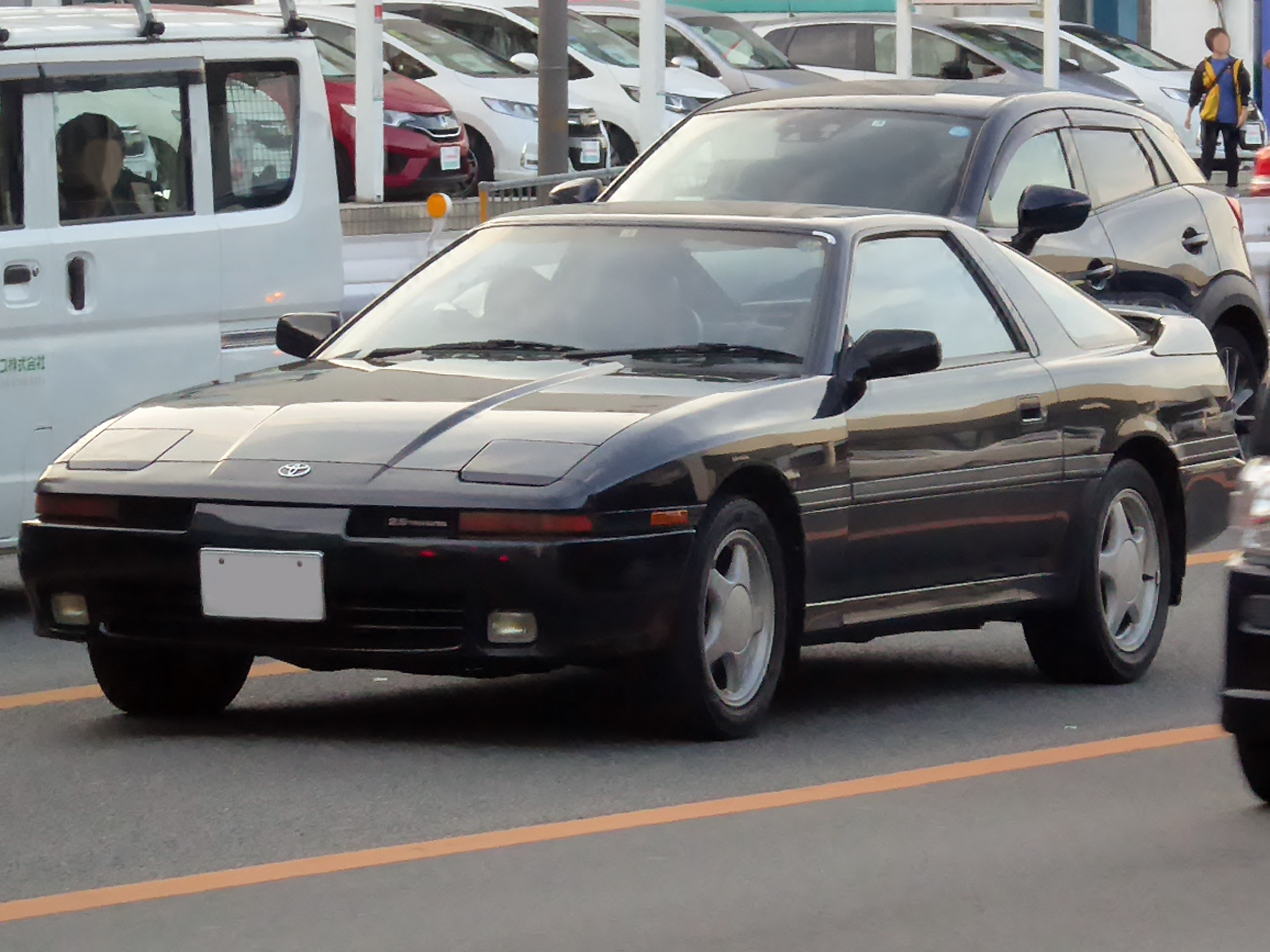
Versión 2.5 GT Twin Turbo (E-JZA70).

En mayo de 1986, Toyota estaba listo para lanzar su próxima versión del Supra. Los enlaces entre el Celica y Supra fueron cortados, por lo que fue el primer Supra que llegó como un modelo independiente; estos dos modelos eran completamente diferentes. El Celica cambia a tracción delantera, mientras que el Supra mantuvo su tracción trasera. A pesar de que la primera y segunda generación tenían diseños similares, el motor se había actualizado con 2954 cm³ (3 litros) y 204 CV (201 HP; 150 kW), también con seis cilindros en línea, aunque solamente estaba disponible con aspiración natural de ajuste en 1986. Una versión turbo de este mismo motor se introdujo en el año 1987, que proporcionaba 235 CV (232 HP; 173 kW). El Supra estaba relacionado mecánicamente con el Toyota Soarer.
La tercera generación presumía de un estilo todavía más agresivo y comenzaba a dar pie a los trazos característicos del Supra, con una caída en el pilar C muy pronunciada y toldo removible para dar un aspecto similar al Porsche Targa. Seguían optando por las mismas transmisiones que en las generaciones pasadas.
Fue poco tiempo después que el primer Supra con turbocompresor llegó con 230 CV (227 HP; 169 kW) y un par máximo de 34 kg·m (333 N·m; 246 lb·pie), solamente con caja manual de 5 velocidades, para dar paso a una historia casi perfecta entre la inducción forzada y este auto, que se convertiría en un ícono.
En su silueta predominaban las formas rectilíneas con un coeficiente aerodinámico de 0,32; era muy largo y bajo, el frontal se situaba en una posición bastante rebajada y el morro era muy afilado.
Su chasis tenía suspensiones de doble horquilla, que contaban con partes fabricadas en aluminio para reducir el peso; y empleaba frenos de disco en las cuatro ruedas, ventilados los delanteros en todos los acabados y los traseros solamente en los más altos. Más adelante, otras opciones de motorización incluían un 1998 cm³ (2 litros) de 162 CV (160 HP; 119 kW) en su versión atmosférica y que llegó a rendir hasta 210 CV (207 HP; 154 kW) agregando un biturbo para el mercado doméstico japonés.
Apenas cuatro meses después llegaría al mercado el Toyota Supra Sport Roof, una versión con techo practicable tipo targa que se podía desmontar y almacenar en el maletero.
En 1988, el deportivo recibió una actualización menor, que constaba básicamente de cambios en la carrocería y neumáticos más anchos para las versiones de 3 litros, así como un pequeño incremento de potencia para todas las mecánicas. Lo más importante fue la aparición del Supra 3.0 GT Turbo A, una serie limitada a solamente 500 unidades con una preparación más deportiva.
En 1990, la primera generación del Supra ‘a secas’, como tal recibió su segunda puesta al día, esta sí, cargada de novedades. A nivel estético, se aumentó la paleta de colores de la carrocería y en las variantes con kit de ensanche, iba a juego con el resto.
El habitáculo estrenaba piel de cuero sintético, asientos Recaro, con volante y palanca de cambios firmados por Momo. Otros extras eran el techo solar y el sistema de audio mejorado. También el apartado mecánico se optimizó. Los amortiguadores eran Bilstein y se incorporó un diferencial de deslizamiento limitado Torsen y se sumó a la gama de motores un 2492 cm³ (2,5 litros) biturbo.

### Motores
| Código              | Cilindrada                   | Diámetro x carrera             | Potencia máxima         | Par máximo                      | Mercado                              |
| ------------------- | ---------------------------- | ------------------------------ | ----------------------- | ------------------------------- | ------------------------------------ |
| 7M-GE atmosférico.  | 2954 cm³ (3 L; 180,3 plg³)   | 83 x 91 mm (3,27 x 3,58 plg)   | 204 CV (201 HP; 150 kW) | 27 kg·m (265 N·m; 195 lb·pie)   | Canadá, Europa, EE. UU. y Australia. |
| 7M-GTEU turbo.      | 2954 cm³ (3 L; 180,3 plg³)   | 83 x 91 mm (3,27 x 3,58 plg)   | 235 CV (232 HP; 173 kW) | 35,1 kg·m (344 N·m; 254 lb·pie) | Canadá, Europa, Japón y EE. UU.      |
| 1G-GEU atmosférico. | 1988 cm³ (2 L; 121,3 plg³)   | 75 x 75 mm (2,95 x 2,95 plg)   | 162 CV (160 HP; 119 kW) | 18 kg·m (177 N·m; 130 lb·pie)   | Japón.                               |
| 1G-GTE biturbo.     | 1988 cm³ (2 L; 121,3 plg³)   | 75 x 75 mm (2,95 x 2,95 plg)   | 210 CV (207 HP; 154 kW) | 28,6 kg·m (280 N·m; 207 lb·pie) | Japón.                               |
| 1JZ-GTE biturbo.    | 2492 cm³ (2,5 L; 152,1 plg³) | 86 x 71,5 mm (3,39 x 2,81 plg) | 280 CV (276 HP; 206 kW) | 37 kg·m (363 N·m; 268 lb·pie)   | Japón.                               |

## Cuarta generación (A80/MK4)

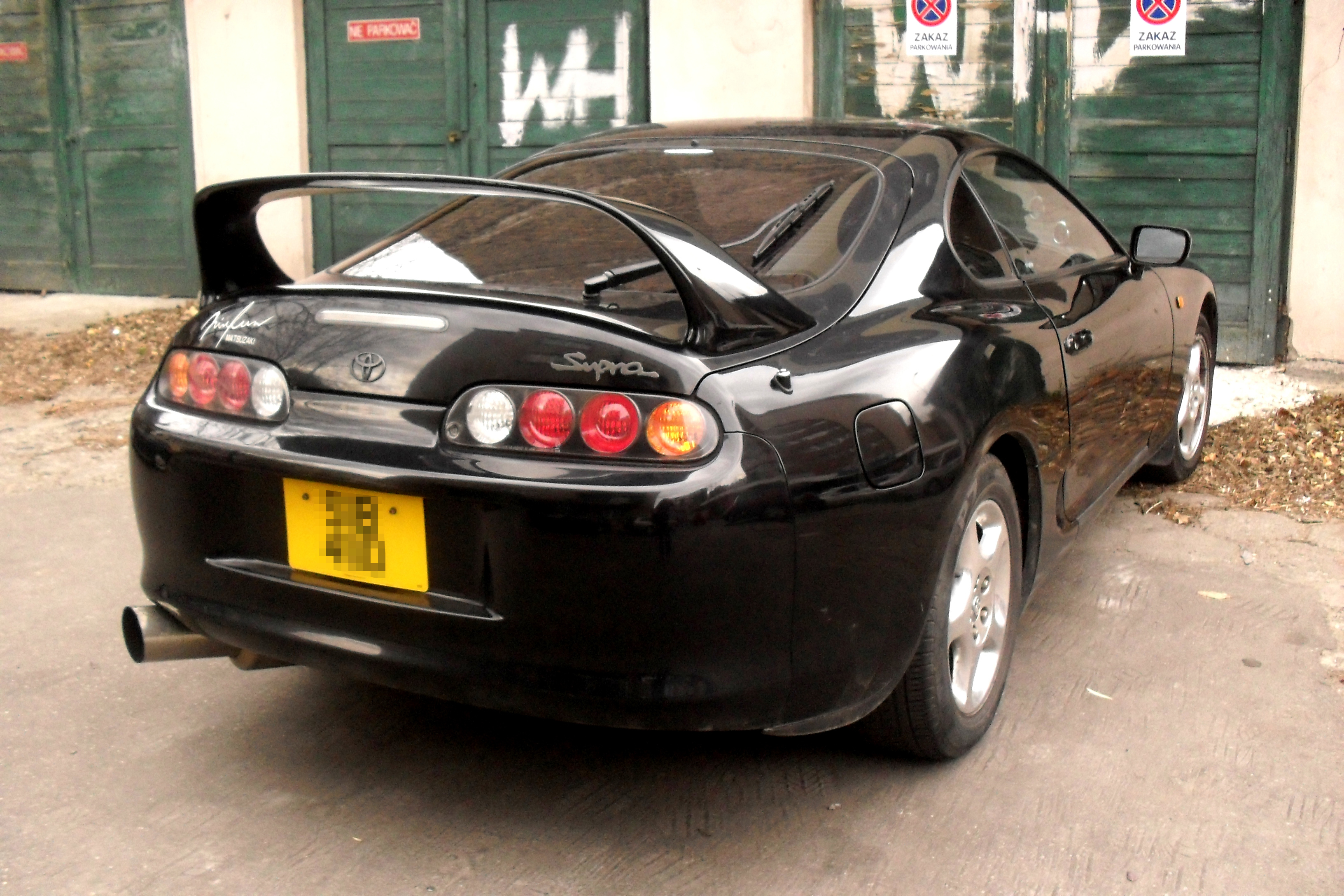
Vista trasera de un A80.

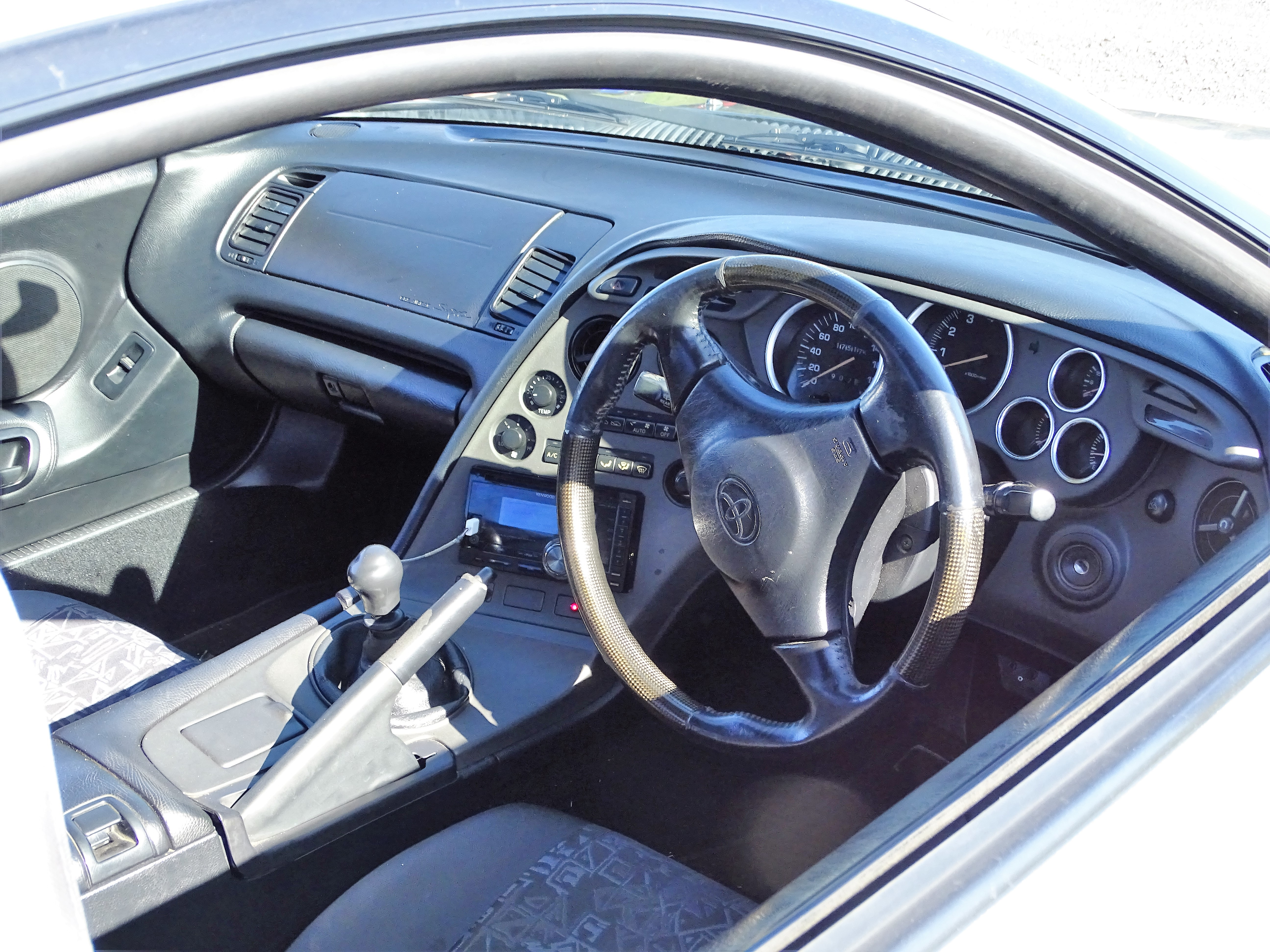
Habitáculo interior.

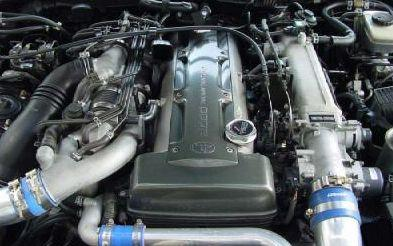
Compartimento del motor 2JZ-GTE.

El nuevo Supra fue completamente rediseñado por Isao Tsuzuki, se quitaron los faros retráctiles, se le dio una carrocería mucho más resistente, más pesada que las anteriores y más redondeada. Se le instalaron dos nuevos motores de 2997 cm³ (3 litros) atmosférico 2JZ-GE de 223 CV (220 HP; 164 kW) a las 5800 rpm y un par máximo de 29 kg·m (284 N·m; 210 lb·pie) a las 4800 rpm, o bien, la versión RZ biturbo 2JZ-GTE de 280 CV (276 HP; 206 kW) a las 5800 rpm y un par máximo de 46 kg·m (451 N·m; 333 lb·pie) a las 3600 rpm. Para el modelo de exportación a Norteamérica y Europa, se usaron turbocompresores con aspas de acero e inyectores de combustible más pequeños y una bomba de combustible más grande.
Toyota encontró en la cuarta generación del Supra, que se estrenó en 1993, un hito que se volvería una parte importante de la cultura automotriz de los años 90. El cambio generacional que recibió, tomó como base la plataforma del Lexus SC cupé, contaba con un lenguaje de diseño agresivo, pero fluido, con partes redondeadas y un gran alerón trasero.
La reducción de peso fue sumamente importante para este modelo, pues se deshizo de casi 60 kg (132 libras) en comparación con la generación anterior, gracias al uso de aluminio en el capó, techo y soportes de los parachoques.
Lo verdaderamente icónico de esta generación fue el motor 2JZ desarrollado por YAMAHA. Los 6 cilindros y dos turbocompresores generaban 320 HP (324 CV; 239 kW) a las 5600 rpm y un par máximo de 43,5 kg·m (427 N·m; 315 lb·pie) a las 4000 rpm. La transmisión era manual de 6 velocidades o automática de 4 marchas con modo manual.
En materia de desempeño, lograba hacer el 0 a 100 km/h (0 a 62 mph) en 4.6 segundos, lo que lo colocaba por arriba del Porsche 928 GTS de la época, que costaba casi el doble que el Supra.
Por dentro se dio un salto importante, con un habitáculo enfocado al conductor, algo que vemos en modelos modernos como el Chevrolet Corvette. Sin embargo, esta generación fue de bajo volumen y solamente se vendieron poco más de 11200 unidades, antes de ser retirado del mercado en 1998.
Los cambios fueron radicales, dejando a un lado las líneas rectas para optar por una imagen mucho más fluida. Dejó atrás sus faros retráctiles y el aluminio adquirió un protagonismo capital. Este último fue empleado en multitud de piezas para conseguir aligerar su peso hasta 90 kg (198 libras).
El A80 es sin duda el más famoso de todos los Supra y no es para menos, pues ofrecía unas prestaciones muy elevadas incluso en términos actuales, sobre todo, gracias al desarrollo de un nuevo motor de seis cilindros en línea: el 2JZ. Disponible en versiones atmosféricas 2JZ-GE y biturbo 2JZ-GTE, llegaba a producir hasta una potencia de 330 CV (325 HP; 243 kW) a las 5600 rpm y un par máximo de 45 kg·m (441 N·m; 325 lb·pie) a las 4800 rpm en mercados internacionales. Comparándolo con Nissan, concretamente, en el bloque RB26DETT que impulsaba al Skyline GT-R de tercera, cuarta y quinta generación. Un motor que resultó ser tremendamente competitivo y algo que, según los rumores, forzó a Toyota a crear su propia versión.
Los bloques 2JZ-GE y 2JZ-GTE se combinaban de serie con una caja de cambios manual. En la versión biturbo se trata de una robusta transmisión de seis velocidades fabricada por Getrag. La variante atmosférica recurría a una caja de cinco relaciones heredada del A70. En cualquier caso, ambos motores podían ligarse opcionalmente a una caja automática de cuatro marchas.
El A80 con motor de 330 CV (325 HP; 243 kW) aceleraba de 0 a 100 km/h (62 mph) en 4.6 segundos y llegaba hasta 250 km/h (155 mph), al menos en teoría, porque la prensa especializada llegó a ponerlo a más de 285 km/h (177 mph). Curiosamente, en su mercado natal la velocidad máxima, como en el resto de coches, estaba limitada a 180 km/h (112 mph).
Lo que muchos no saben es que Lexus tuvo su propia versión del Toyota Supra A80, porque los Lexus SC 300 y SC 400 se asentaban sobre la misma plataforma Z30 del Supra. Esta también la empleaba el Soarer de tercera generación, que era casi idéntico a los SC de Lexus, excepto por los logos Toyota y la posibilidad de equipar el 2JZ en versión biturbo.

### Top Secret V12
La afamada compañía japonesa Top Secret, conocida por sus kits de carrocería e ingeniería de alto rendimiento, así como sus carreras clandestinas, decidió modificar un Toyota Supra muy especial: se trata de un coche "tuneado" con un motor V12 biturbo, único en su especie.
Este vehículo fue originalmente fabricado por Kazuhiko Nagata alrededor del año 2000, con el propósito de demostrar que podía ser más rápido que cualquier Porsche o Ferrari de la época y al mismo tiempo, exponer el gran potencial que posee este deportivo.
La versión que nos presenta Top Secret ya no equipa el motor original, así que en lugar del 6 cilindros en línea, esconde en su interior un bloque V12 de 5.0 litros procedente del Toyota Century, con biturbos HKS y un sistema de inyección de óxido nitroso, que logra alcanzar una velocidad máxima de 358 km/h (222 mph), acoplado a una caja manual de seis velocidades.
Visto de frente, el coche ya no parece un Supra, el cual produce una potencia de 903 CV (891 HP; 664 kW). Esta configuración del Supra es la que permitió al fundador de Top Secret  “Smokey” Nagata alcanzar los 354,2 km/h (220 mph) en el Circuito de Nardò en el sur de Italia en 2008. Sin embargo es la configuración anterior (la de 1999), todavía con el frontal de un Supra y el 6 cilindros, la más famosa. Y es que ese año, Nagata se lo llevó al Reino Unido y logró con abrumadora facilidad alcanzar los 317 km/h (197 mph).
El coche, en su versión para Nardò, fue presentado en 2007 en el Salón del Automóvil de Tokio, que es el equivalente nipón del Essen Motor Show y del SEMA Show.

### Motorizaciones
| Código y aspiración | Diámetro x carrera                | Potencia máxima         | Par máximo                      | Mercado                              |
| ------------------- | --------------------------------- | ----------------------- | ------------------------------- | ------------------------------------ |
| 2JZ-GE atmosférico  | 86 x 86 mm (3,39 x 3,39 pulgadas) | 223 CV (220 HP; 164 kW) | 29 kg·m (284 N·m; 210 lb·pie)   | Japón, Canadá y EE. UU. (desde 1998) |
| 2JZ-GTE biturbo     | 86 x 86 mm (3,39 x 3,39 pulgadas) | 280 CV (276 HP; 206 kW) | 44 kg·m (431 N·m; 318 lb·pie)   | Japón.                               |
| 2JZ-GTE biturbo     | 86 x 86 mm (3,39 x 3,39 pulgadas) | 324 CV (320 HP; 238 kW) | 43,5 kg·m (427 N·m; 315 lb·pie) | Canadá y EE. UU.                     |
| 2JZ-GTE biturbo     | 86 x 86 mm (3,39 x 3,39 pulgadas) | 330 CV (325 HP; 243 kW) | 45 kg·m (441 N·m; 325 lb·pie)   | Europa                               |
| 2JZ-GTE biturbo     | 86 x 86 mm (3,39 x 3,39 pulgadas) | 280 CV (276 HP; 206 kW) | 46 kg·m (451 N·m; 333 lb·pie)   | Japón                                |

## Quinta generación (A90/J29/DB/MK5)

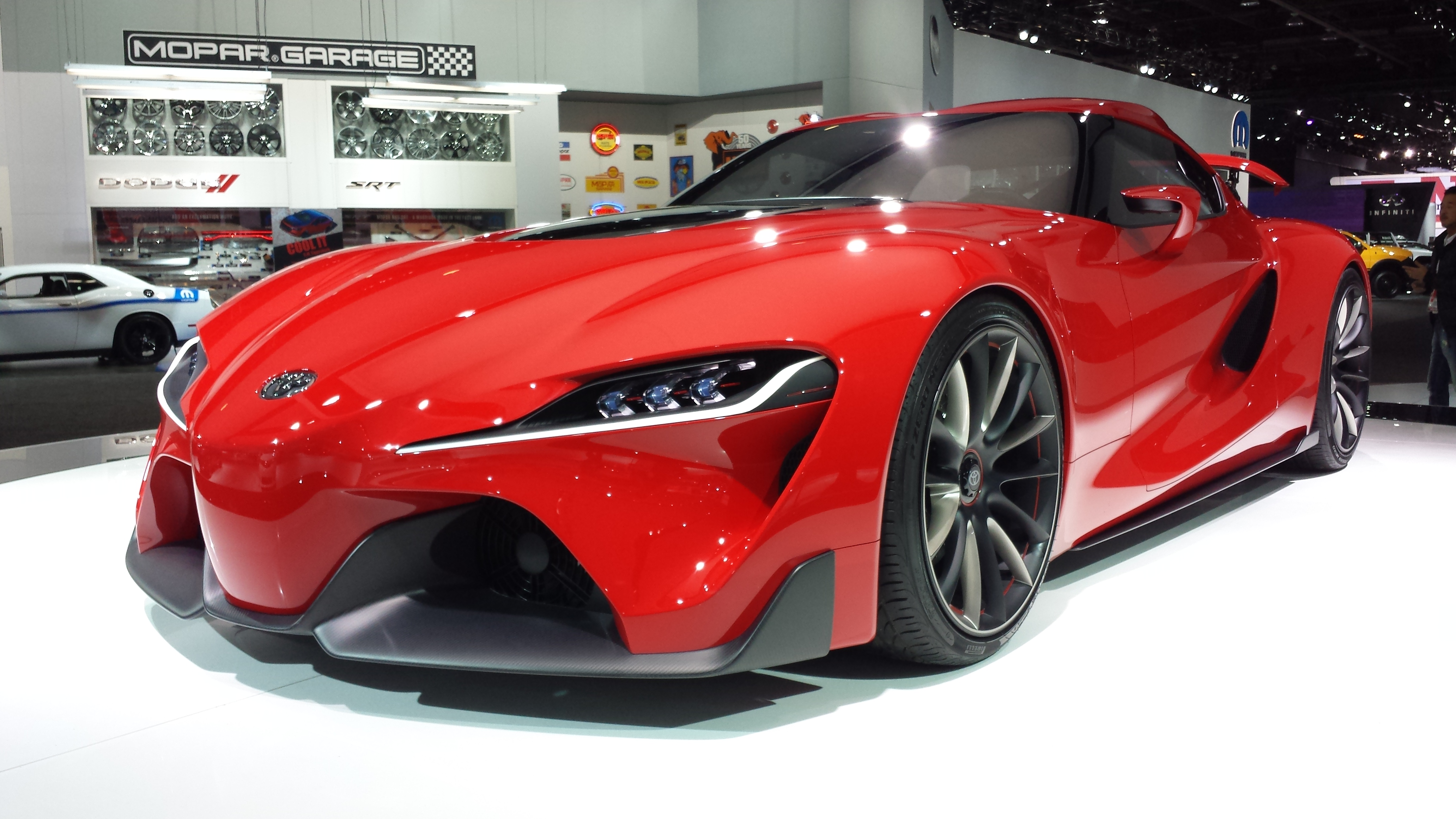
Concepto FT1 de 2014.

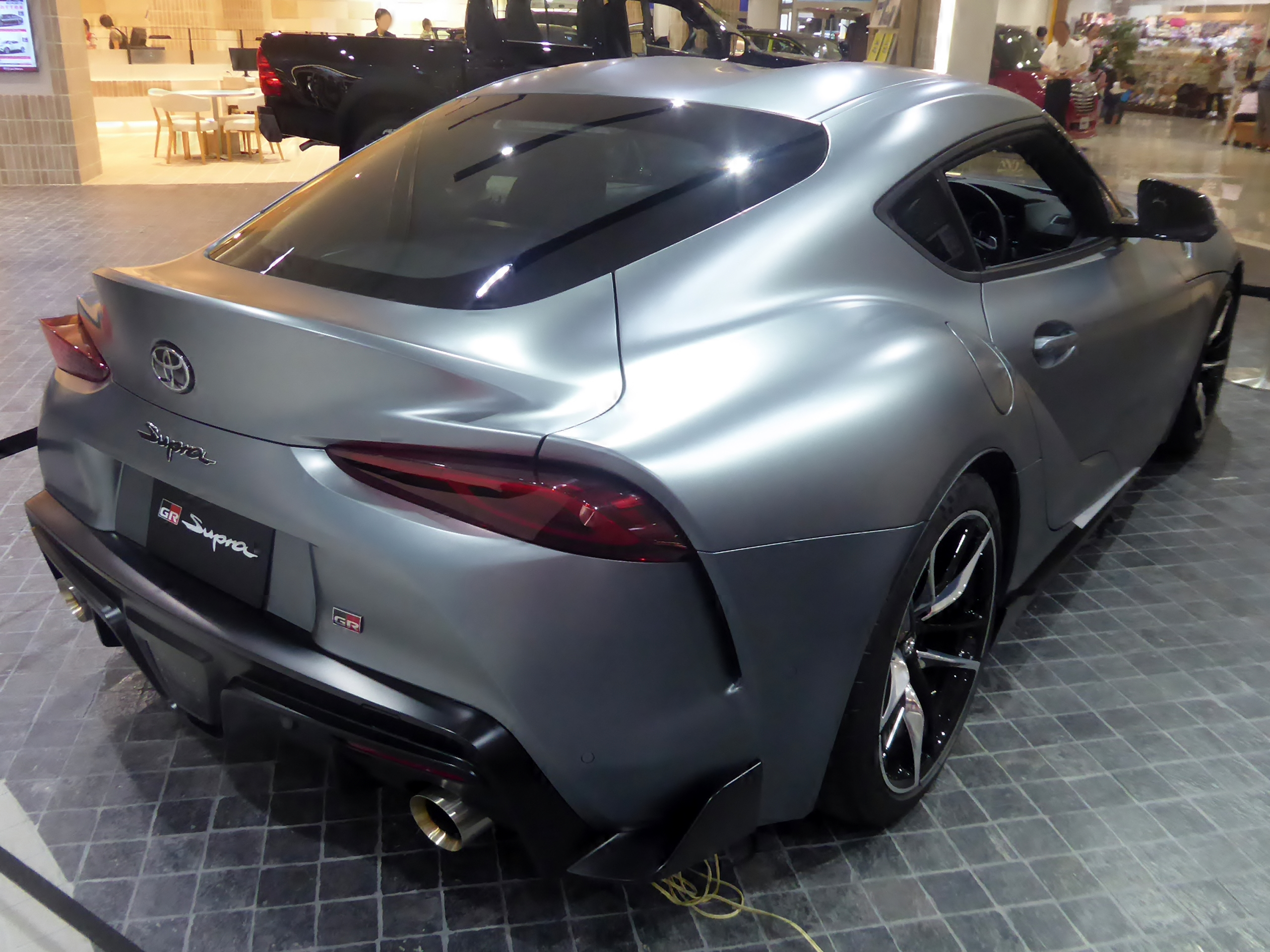
Vista trasera de un GR RZ.

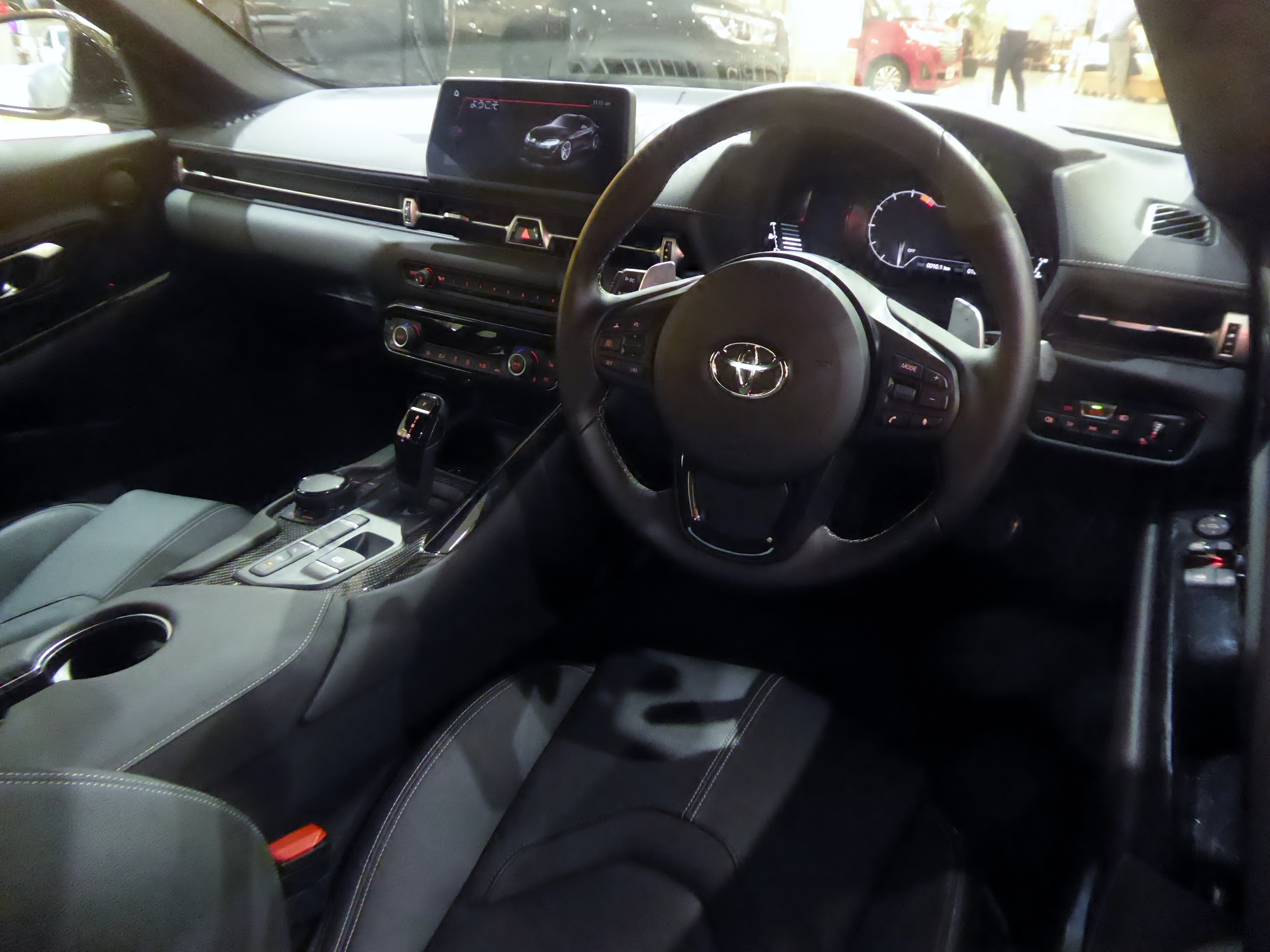
Interior de un GR RZ.

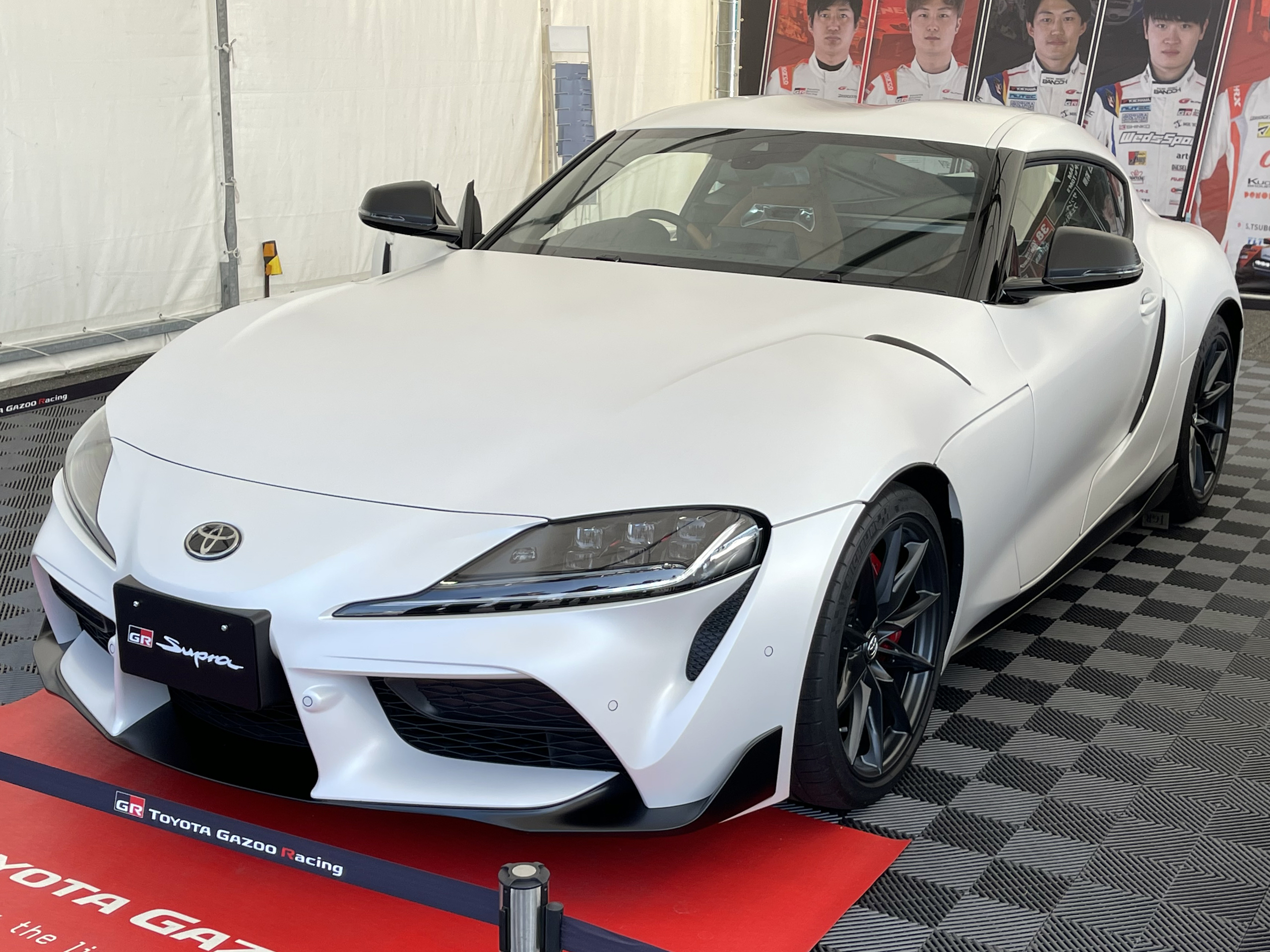
GR Supra RZ con transmisión manual de 6 velocidades.

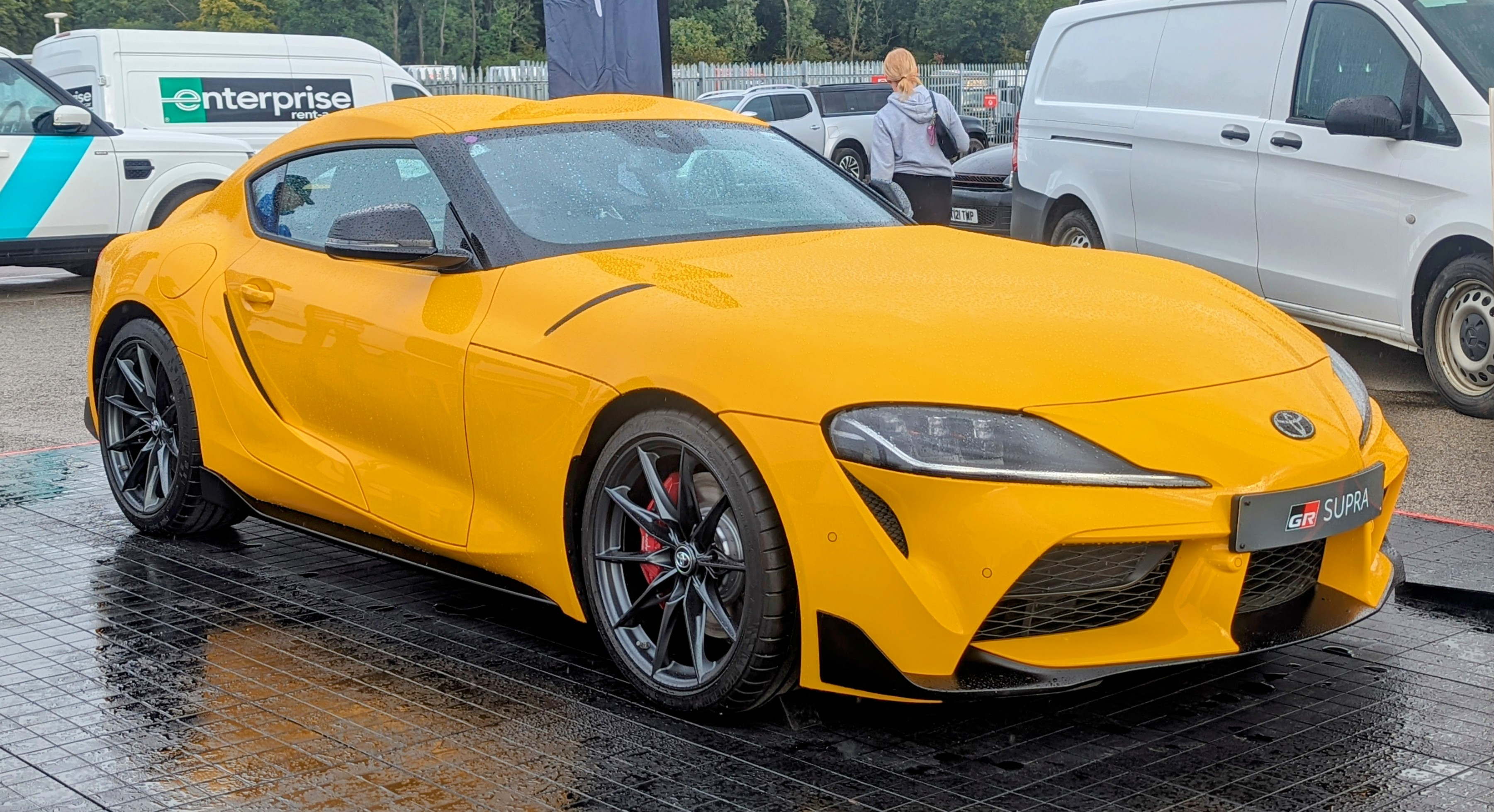
Modelo 2023.

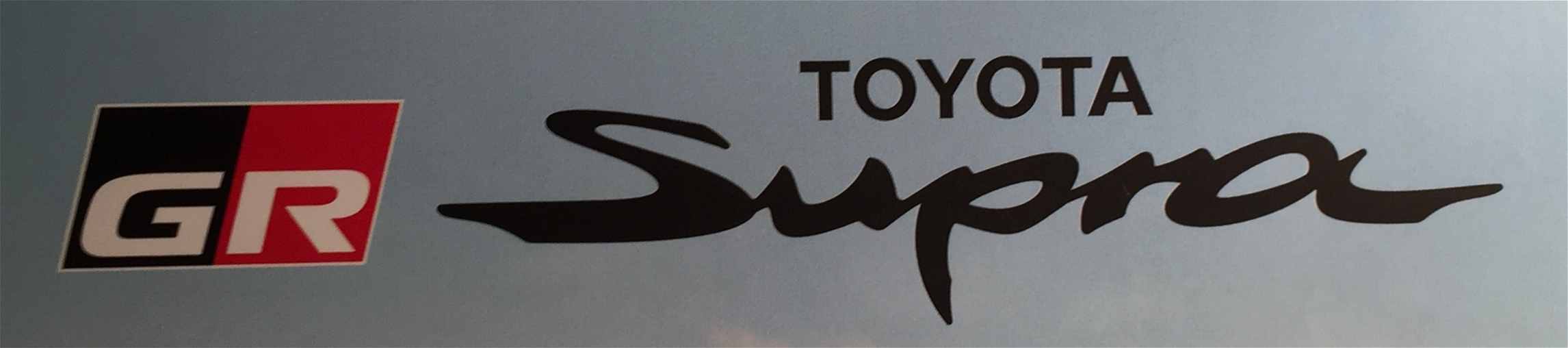
Logotipo del GR.

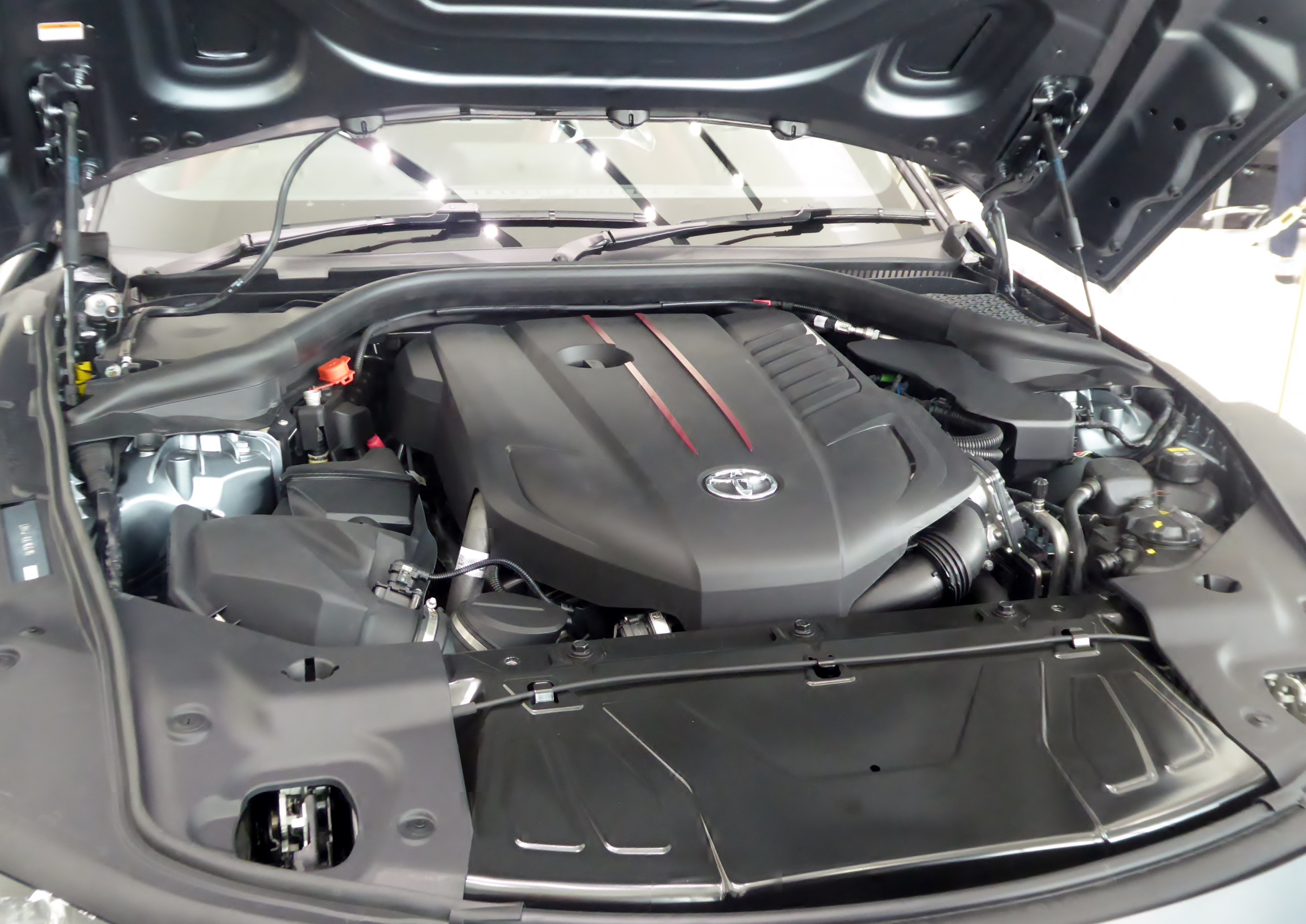
Motor BMW de 3 litros de un GR RZ.

El nuevo A90 (J29/DB), pudo verse por primera en acción en el Festival de la Velocidad de Goodwood de 2018. Poco después viajó hasta el Circuito del Jarama, en Madrid, para realizar las primeras pruebas con la prensa especializada, pero no sería hasta el mes de enero cuando fue presentado oficialmente en el Salón del Automóvil de Detroit de 2019.
Basado en el concepto Toyota FT1, que también hereda algunos elementos del A80, aunque el nuevo A90 tiene una trompa más alargada y más afilada. Se destacan las faldillas laterales y los riñones, encontrándonos con un paso de rueda trasero que adivina una zaga más agresiva. Para esta nueva generación, Toyota trabajó en conjunto con BMW, en el que se compartieron elementos, como: el chasis, motor y transmisión, provenientes del Z4 y, en cuanto al tuneo o el software, es propio de Toyota. Se ofrecen 2 nuevos motores: El motor de cuatro cilindros BMW B48B20 de 1998 cm³ (2 litros), que entrega 258 CV (254 HP; 190 kW); y el BMW B58B30 con 6 cilindros en línea de 2998 cm³ (3 litros), que produce 340 CV (335 HP; 250 kW), los cuales están acoplados a una nueva transmisión automática de 8 velocidades, llamada ZF 8HP.
Aunque su origen no sea en absoluto 100% Toyota, las características básicas se mantienen: monta una mecánica de seis cilindros en línea turboalimentada y tiene un reparto de pesos equilibrado del 50:50.
En concreto, el nuevo modelo 2019 comparte plataforma y sus principales elementos con el BMW Z4 2019. Desde la marca japonesa aseguran que aunque esto sea así, el Supra tiene una personalidad muy diferenciada. De entrada, solamente se ofrecerá con carrocería cupé, mientas que el alemán únicamente está disponible con otra descapotable.
Se ha denominado oficialmente como Toyota GR Supra, siglas que hacen referencia Toyota Gazoo Racing, la división deportiva y de competición de la firma. Estéticamente, está inspirado en el prototipo Toyota FT-1 Concept, del que mantiene gran parte de los rasgos, aunque como suele ser habitual, ha perdido parte de la agresividad del modelo conceptual al convertirse en un coche de producción en serie.
La longitud de la carrocería se sitúa en 4380 mm (172,4 plg), con una anchura de 1865 mm (73,4 plg), una altura de 1295 mm (51,0 plg) y una batalla de 2470 mm (97,2 plg). Si comparamos el A80 con el nuevo A90, veremos que el recién introducido es unos 134 mm (5,3 plg) más corto, unos 54 mm (2,1 plg) más ancho, 20 mm (0,8 plg) más bajo y cuenta con una distancia entre ejes unos 80 mm (3,1 plg) inferior, es decir, es considerablemente más corto y bajo.
Con el bloque de seis cilindros, el peso en orden de marcha es de 1520 kg (3351 libras), es decir, más o menos lo mismo que el anterior A80 equipado con la motorización más potente. Hay que tener en cuenta que aunque sea más compacto, equipa mucha más tecnología y elementos de seguridad que lógicamente penalizan el peso.
Ha debutado con un total de tres motores turbo, aunque no todos se ofrecerán en todos los mercados donde se va a comercializar. En un principio, todos estos motores están acoplados a una caja automática de convertidor de par que envía la fuerza exclusivamente al eje trasero, a través de un diferencial controlado electrónicamente con un embrague multidisco, no mediante los frenos y que ofrece funciones como el control de salida para lograr la mejor aceleración posible desde parado.
Tanto es así que el 0 equipado con el motor de 340 CV (335 HP; 250 kW) puede acelerar de 0 a 100 km/h (0 a 62 mph) en 4.3 segundos, una cifra que convierte a este coche en el Toyota de producción en serie que más rápido de la historia. La velocidad máxima, por su parte, queda limitada electrónicamente a 250 km/h (155 mph).
En cuanto a las prestaciones de los demás, la versión de 197 CV (194 HP; 145 kW) alcanza el 0 a 100 km/h (0 a 62 mph) en unos respetables 6.5 segundos; y el de 258 CV (254 HP; 190 kW) en 5.2 segundos. Unos registros que son posibles, al menos en parte, gracias al menor peso de las variantes de cuatro cilindros y es que mientras que el más potente presa 1520 kg (3351 libras), los de menor potencia se quedan en 1450 kg (3197 libras) con 258 CV (254 HP; 190 kW) y 1410 kg (3109 libras) con 197 CV (194 HP; 145 kW).
Para el modelo 2021, se ha presentado en Estados Unidos una nueva evolución de su reciente deportivo, con interesantes novedades en su chasis y con un aumento de potencia a 387 CV (382 HP; 285 kW), es decir, un 14% extra, gracias a la instalación de un nuevo turbocompresor, nuevos pistones y un nuevo múltiple de escape, que lo colocan a la altura del BMW Z4 M40i de Estados Unidos. Con esto, sus prestaciones mejoran al ser capaz de acelerar de 0 a 100 km/h (0 a 62 mph) en 3.9 segundos. Estas nuevas mejoras no llegarán a Europa debido a la normativa europea sobre emisiones.
Con su batalla de 2470 mm (97,2 pulgadas), el nuevo A90 tiene una distancia entre ejes 100 mm (3,9 pulgadas) menor que la del Toyota GT86. Y aunque este último dispone de una mecánica bóxer, el nuevo A90 tiene un centro de gravedad todavía más bajo, lo que unido a su equilibrado de reparto de pesos y amplia anchura de vías, permite que sea extremadamente ágil, al menos según Toyota.
El chasis del A90 combina aluminio y aceros de alta resistencia y es extremadamente rígido. Tanto es así que según la marca, es hasta 2.5 veces más resistente a la torsión que el del GT86. Además, la compañía nipona asegura que el bastidor también es más rígido que el del Lexus LFA, que contaba con una estructura fabricada empleando fibra de carbono reforzada con plástico.
Contar con un chasis más rígido ha permitido ajustar con mayor precisión la geometría de la suspensión y el tarado de los amortiguadores. El esquema incluye un conjunto de elementos independientes con doble horquilla que trabajan unidos a un subchasis extremadamente robusto en el tren delantero y un conjunto multibrazo detrás. El uso de aluminio en los brazos de control y los cojinetes giratorios reducen la masa no suspendida, mientras que la dirección de asistencia eléctrica se puede ajustar en función del modo de conducción seleccionado.
Según Toyota, el objetivo primordial de los diseñadores a la hora de crear el habitáculo era el de ofrecer un espacio centrado exclusivamente en la conducción, al estilo de los coches de competición. Por esa razón, nos encontramos un salpicadero bajo, de líneas horizontales, con el que se maximiza la visibilidad hacia adelante para facilitar la labor al conductor cuando circule deprisa.
Los controles se sitúan muy cerca del conductor y están agrupados en poco espacio, lo que de nuevo facilita su uso mientras conducimos. Y el volante, que está tapizado en cuero, ha sido diseñado para ofrecer un agarre excelente. Lo mismo se puede decir de los asientos, porque este biplaza equipa unas butacas con unas características inspiradas en la competición, unos elementos que ofrecen una gran sujeción lateral sin renunciar al confort. Pueden ir tapizados en cuero y en una combinación de cuero y Alcantara.
Al mejorar el confort también ayudan los soportes blandos para las rodillas que hay tanto en los laterales de las puertas como en la consola central. El cuadro de instrumentos, por cierto, está compuesto por una pantalla de alta definición de 8,8 pulgadas (22,4 cm) con un tacómetro con efecto 3D y el indicador de marcha ubicado en el centro, en una posición dominante. A la izquierda del cuentavueltas se ubica el velocímetro digital, mientras que a la derecha encontramos toda la información referente al sistema de entretenimiento o navegación. Dicha pantalla es flotante y se puede manejar mediante el mando giratorio ubicado entre los asientos o directamente tocando la pantalla, ya que es táctil.

### Motorizaciones
| Versión                         | 3.0 2021                            | 3.0 RZ                              | 2.0 SZ-R                            | 2.0 SX                              |
| ------------------------------- | ----------------------------------- | ----------------------------------- | ----------------------------------- | ----------------------------------- |
| Motor                           | 2998 cm³ (3 L; 182,9 plg³)          | 2998 cm³ (3 L; 182,9 plg³)          | 1998 cm³ (2 L; 121,9 plg³)          | 1998 cm³ (2 L; 121,9 plg³)          |
| Diámetro x carrera              | 82 x 94,6 mm (3,23 x 3,72 pulgadas) | 82 x 94,6 mm (3,23 x 3,72 pulgadas) | 82 x 94,6 mm (3,23 x 3,72 pulgadas) | 82 x 94,6 mm (3,23 x 3,72 pulgadas) |
| Potencia máxima                 | 387 CV (382 HP; 285 kW)             | 340 CV (335 HP; 250 kW)             | 258 CV (254 HP; 190 kW)             | 197 CV (194 HP; 145 kW)             |
| Par máximo                      | 500 N·m (369 lb·pie)                | 500 N·m (369 lb·pie)                | 400 N·m (295 lb·pie)                | 320 N·m (236 lb·pie)                |
| Peso                            | 1520 kg (3351 libras)               | 1520 kg (3351 libras)               | 1450 kg (3197 libras)               | 1410 kg (3109 libras)               |
| Aceleración 0–100 km/h (62 mph) | 3.9 segundos                        | 4.3 segundos                        | 5.2 segundos                        | 6.5 segundos                        |

## En competición
Durante su historia, el Toyota Supra ha disfrutado de un éxito considerable en una variedad de deportes de motor diferentes.

### Drag
El Supra tiene una historia de carreras de resistencia profesional, principalmente en Japón y Estados Unidos. El equipo HKS ha utilizado tanto la primera como la segunda generación del Supra para mostrar sus productos, conocidos como el Supra HKS Drag . Este Supra fue impulsado por Charlie Goncalves Catanho. Fue construido principalmente sobre un chasis personalizado de fibra de carbono, la versión MK3 albergaba un motor de 2,89 litros twin-turbo 7M-GTE, con 800 CV (789 HP; 588 kW) a más de 9000 rpm, además, el motor 2JZ-GTE es un nuevo desarrollo. Para las carreras se ha usado un motor 1UZ V8.

### Carreras de turismos

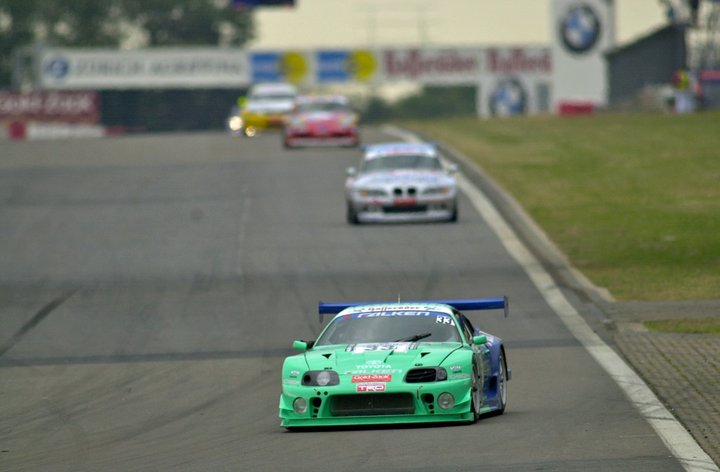
Un Supra en las 24 Horas de Nürburgring.

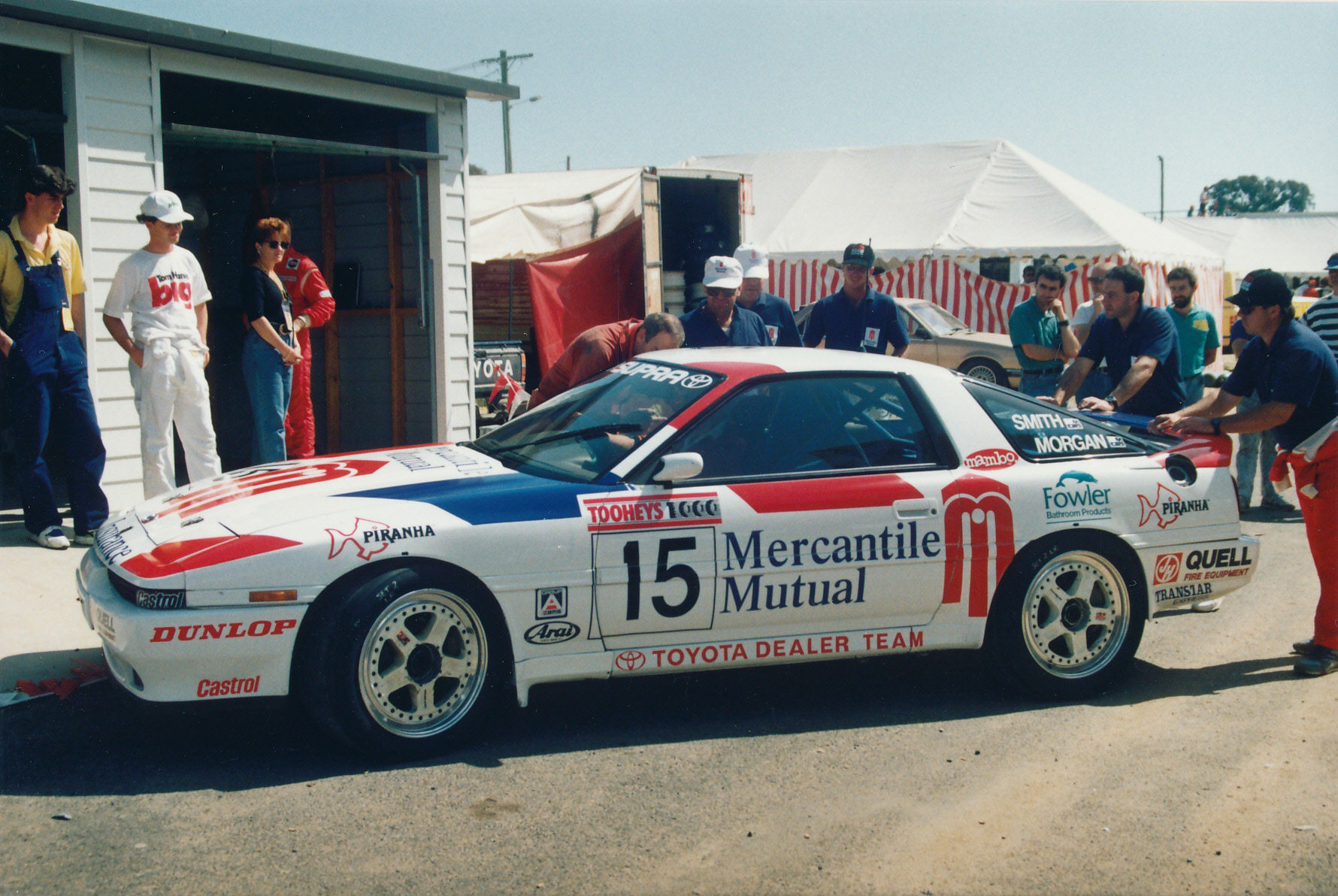
Modelo de la 3.ª generación Smith & Morgan en el Circuito de Bathurst en 1991.

En el Grupo A, Toyota utiliza la segunda generación del supra en la categoría 4 de las carreras de turismos. Debutó en 1983, aunque tenía relativamente poca potencia para competir en contra del Rover SD1 y el BMW Serie 6. A pesar de esto, logró ser competitivo siendo conducido por pilotos como Win Percy, lo que lo llevó a ganar una ronda de BTCC en Brands Hatch.

### Rally
Aunque el Celica y Corolla ya representaban a Toyota en los rallyes, el Celica Supra fue utilizado de vez en cuando en el Grupo A con modificaciones para que sea manejable y logró terminar segundo en la categoría durante el 1983 en el Circuito de Irlanda, el Rally de Escocia y el Rally de Gales.

### Carreras de automóviles deportivos

#### IMSA
La tercera generación, compitió en la serie IMSA Camel GT por Kent Racing y All American Racers en 1983 en la categoría GTU (Grand Touring Under, de acuerdo con 3.0 litros).

#### U.S. Super Lap Battles
Matt Andrews condujo un Supra de cuarta generación y dio una victoria en las finales del 2008 de Super Lap Battle en la división Street RWD, con un tiempo de 1:57:711.

#### Magazine Challenges
Matt Andrews y Rhee condujo un Supra de cuarta generación en las carreras de velocidad y pruebas de arrastre de carreras que representan Súper Magazine Street para el Desafío 2010 Castrol Syntec Car Top. El equipo quedó en primer lugar seguido de un Nissan GT-R modificado.

#### JGTC/Super GT
Desde su primera aparición en 1995, Toyota ha corrido con el Supra JZA80 como un coche de carreras en el GT500 Super GT Japonés.

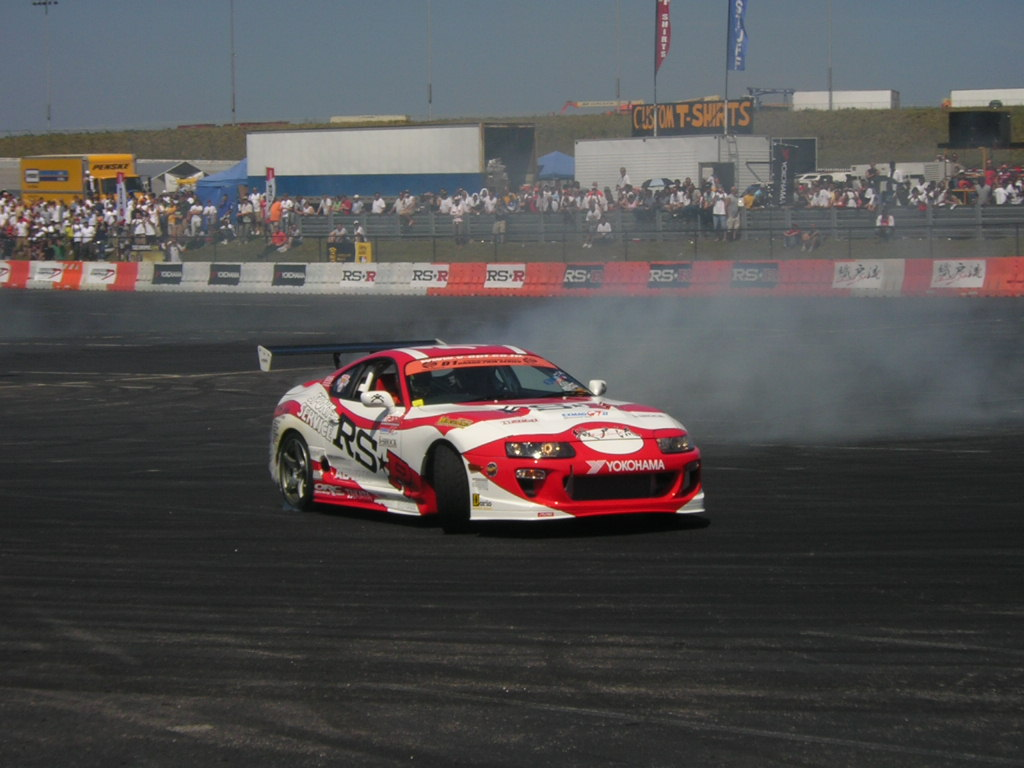
Toyota Supra derrapando.

#### Le Mans
El Supra JGTC hizo su debut en las 24 Horas de Le Mans en 1995 respaldado ADRS, equipo que terminó 14º. El equipo regresó de nuevo para el año siguiente, pero no terminó.

### Drifting
El Supra se utilizó para el nivel superior en los eventos de drifting, Manabu Orido, el juez de la D1 Grand Prix, que se volvió piloto por razones personales, optó por la JZA80 ser su vehículo personal y su propio auto de carreras de Super GT series y Rhys Millen, brevemente que convirtió su coche de carreras Supra para uso en eventos de drift antes de venderlo y cambiar al Pontiac GTO. Fredric Aasbø ha estado conduciendo los Supra, tanto en Noruega como en Estados Unidos, eventos a la deriva desde 2008. Marcos Luney también ha preparado un Supra de alta potencia para competir en eventos del Reino Unido en 2010.

### Supra HV-R

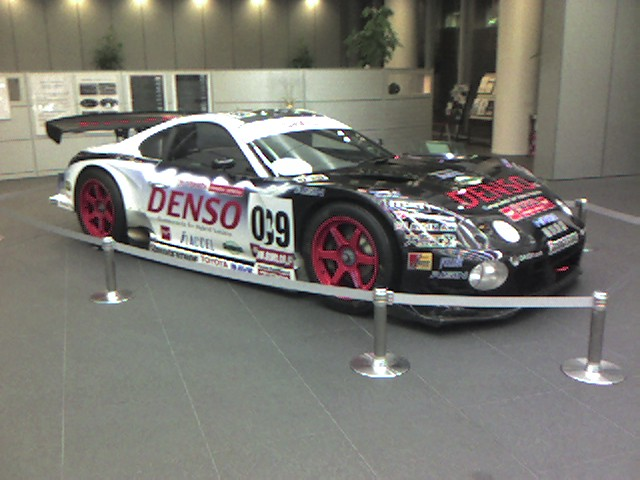
Toyota Supra HV-R.

El Supra HV-R es un automóvil de carreras híbrido basado en el Supra Super GT, desarrollado conjuntamente por Toyota y Toyota Team ADRS. Tiene tracción en las cuatro ruedas y combina un motor V8 de 4,5 L con 480 CV (473 HP; 353 kW) a partir de su motor Super GT UZ-FE, un eje trasero montado en el motor eléctrico de 200 CV (197 HP; 147 kW) y dos en las ruedas delanteras con motores eléctricos de 13 CV (13 HP; 10 kW) cada uno, para generar más de 700 CV (690 HP; 515 kW). El coche pesa 1090 kg (2403 libras) aproximadamente.

## En la cultura popular
Ha aparecido en varias series de videojuegos de carreras, tales como: Grand Theft Auto: San Andreas (conocido como Jester), Gran Turismo, Forza, Need for Speed, Midnight Club, Assetto Corsa, Asphalt, CSR Racing 2, entre otros.
También ha aparecido en la película de acción de 2001 The Fast and the Furious un MK IV de 1994; en 2003 en 2 Fast 2 Furious; en 2009 en Fast & Furious; en 2015 en Furious 7, como un tributo al fallecido Paul Walker; y en Fast & Furious 9 aparece un GR Supra de 2020 anaranjado, el mismo color que el de la primera entrega de la saga, el cual es pilotado por Han Seoul-Oh y Jakob Toretto, el hermano de Dominic Toretto.

Modelo anaranjado de Fast & Furious en el centro comercial de Villabé, Essonne, Francia:
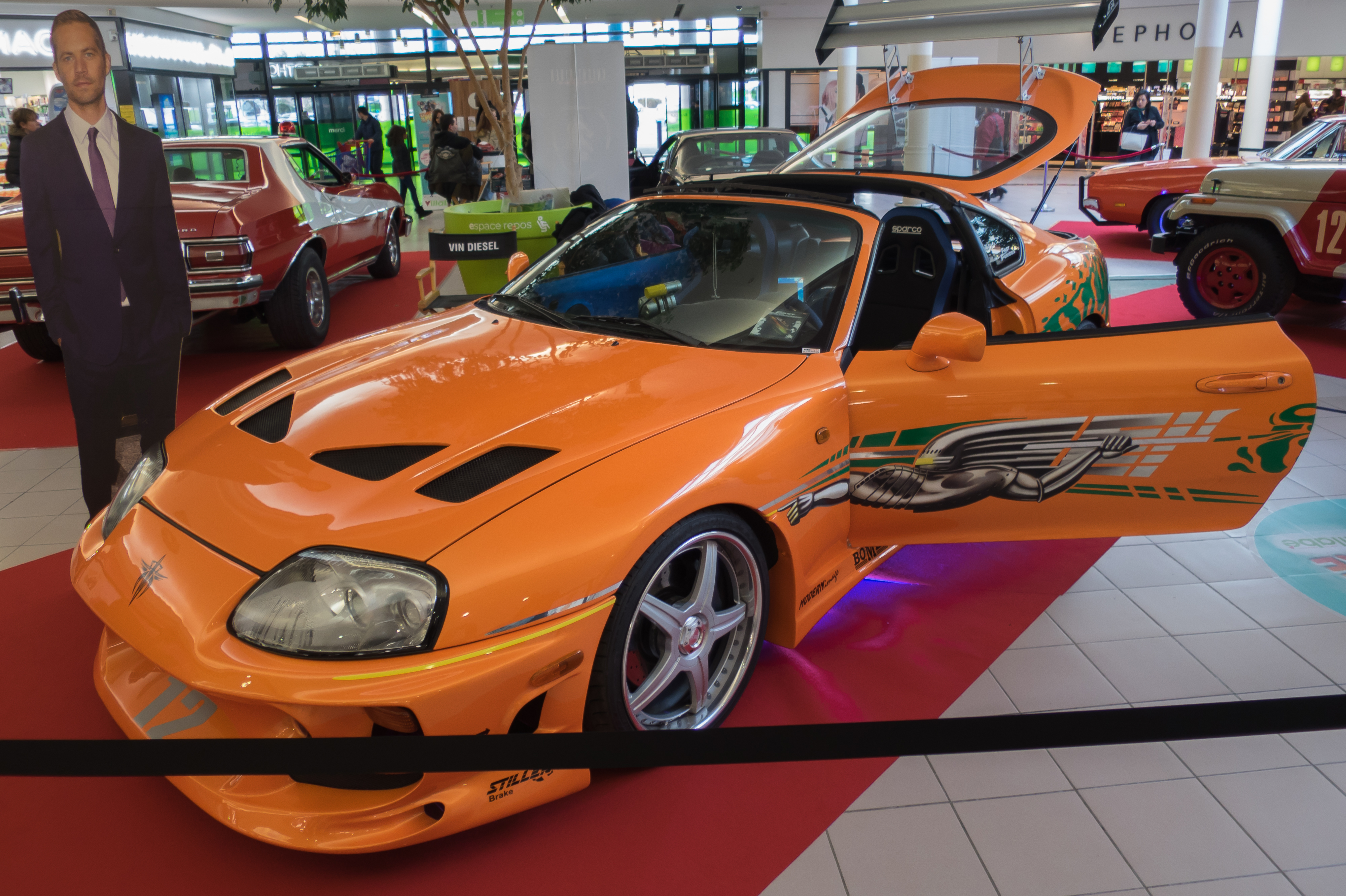
Junto a la imagen de Paul Walker.
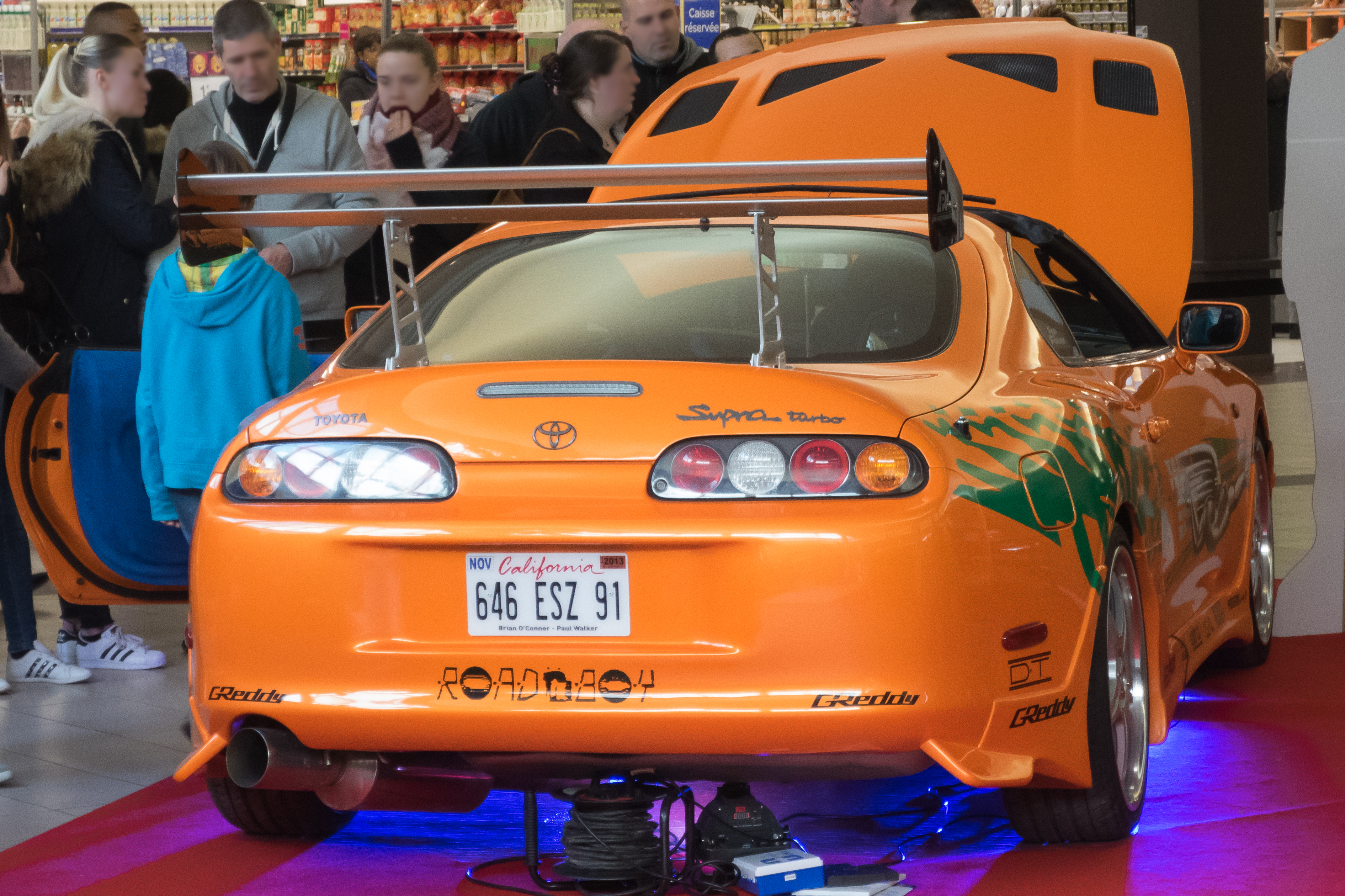
Vista trasera.
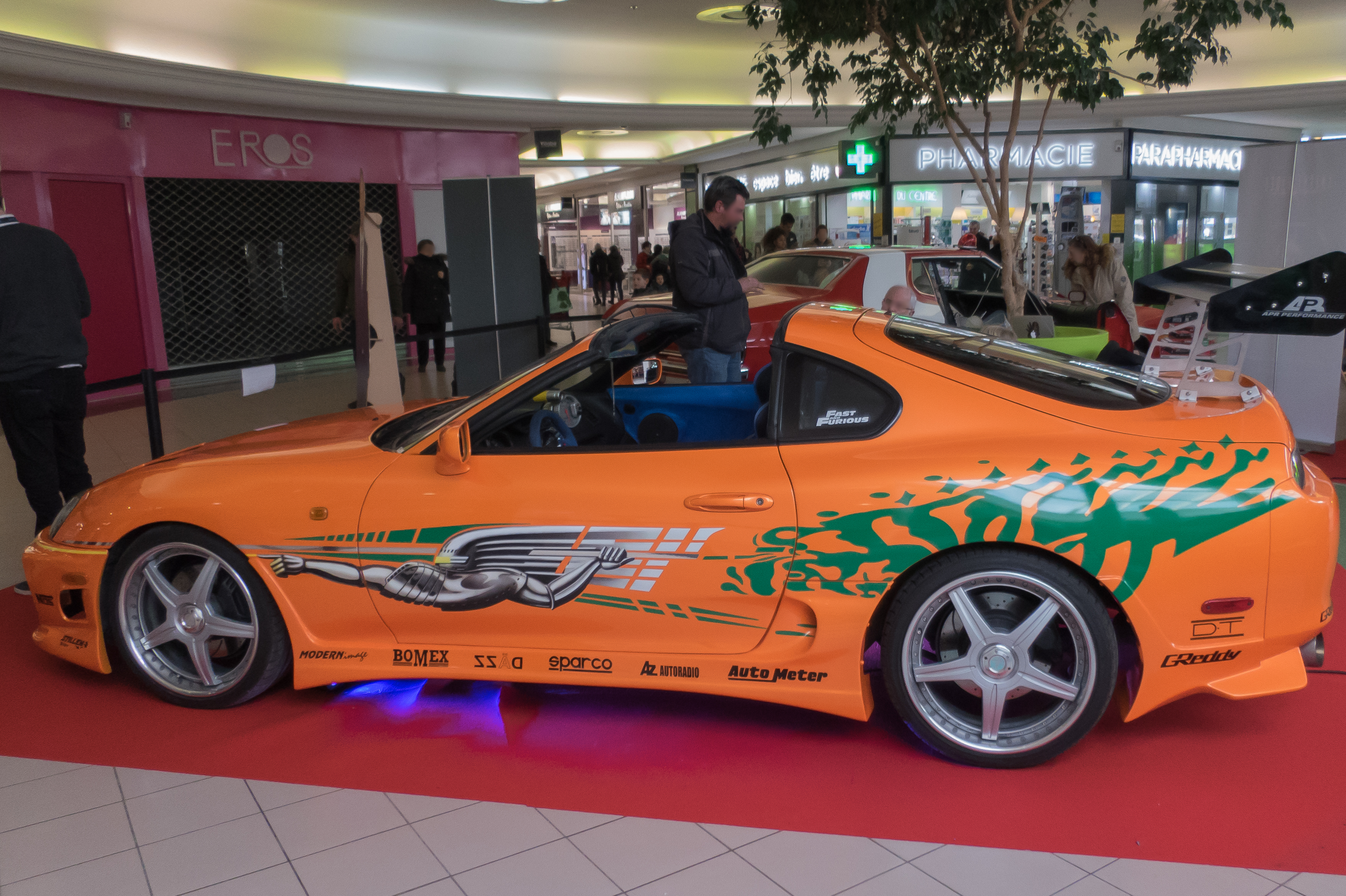
Vista de perfil.
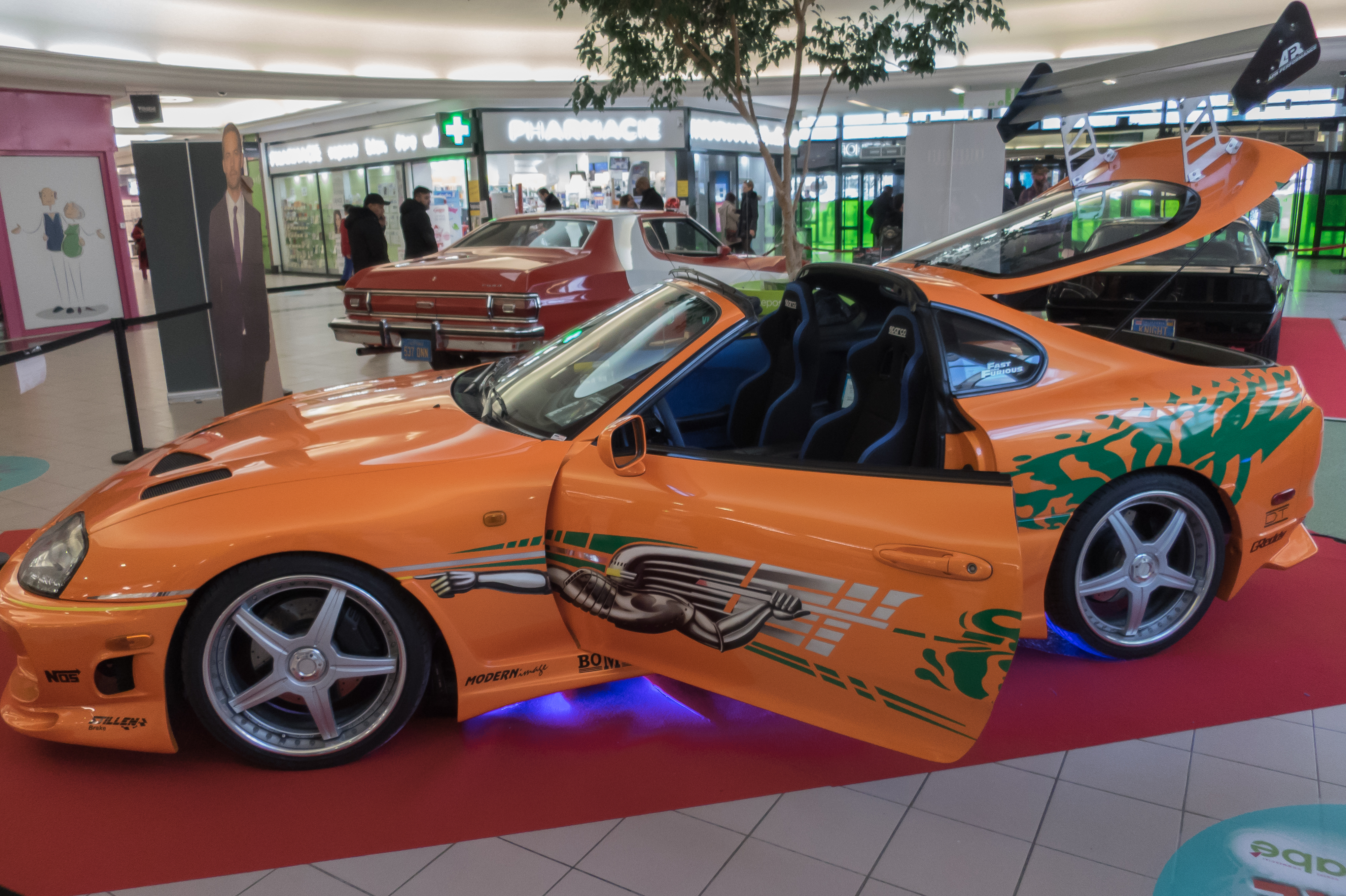
Con la puerta abierta.
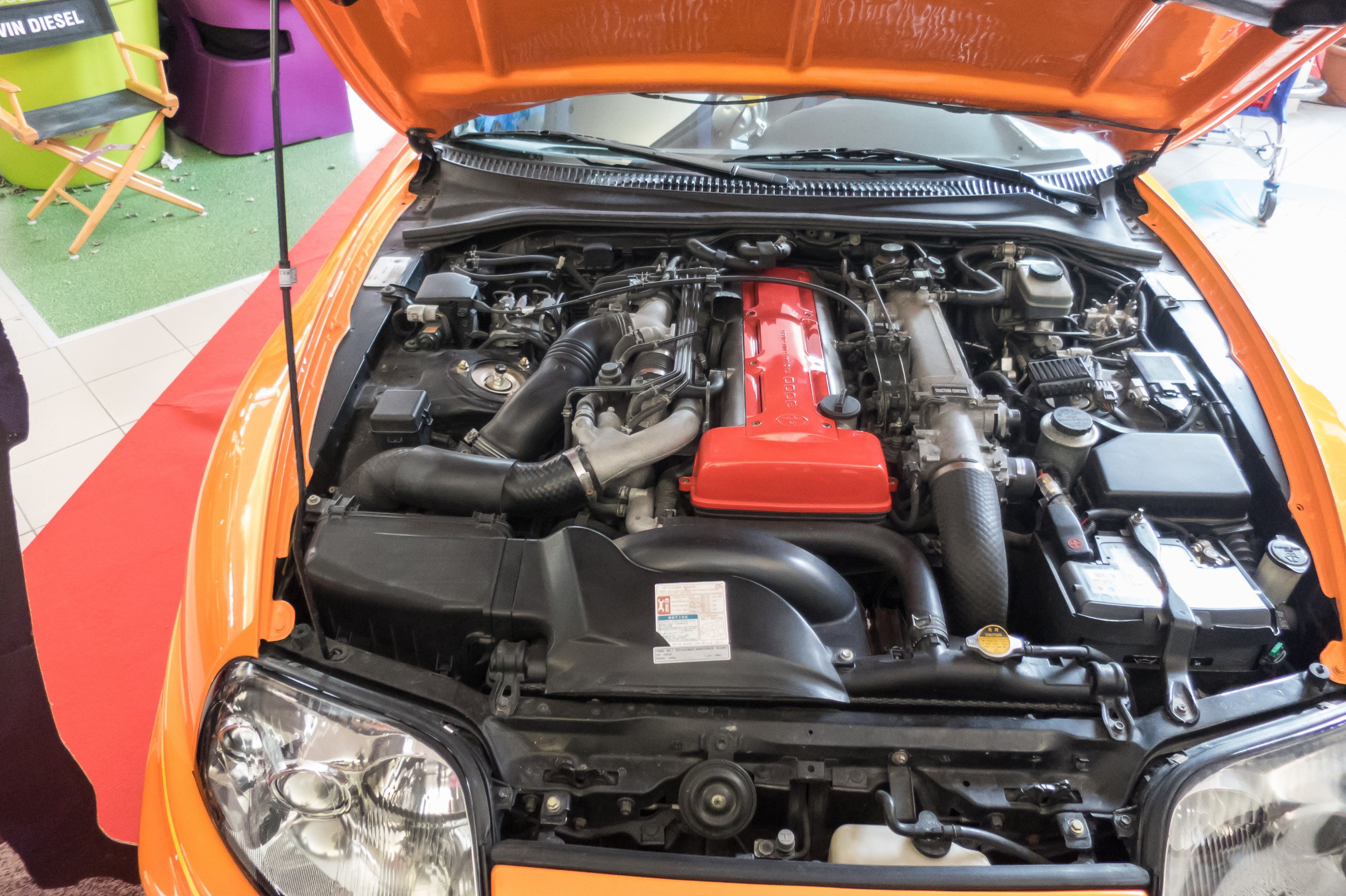
Vista del motor.